# Ботман, Егор Иванович
Георг (Егор Иванович) [фон] Ботман (нем. Georg von Bothmann, Botmann; 26 февраля 1810, Любек — 18 сентября 1891, Дрезден, Германская империя) — немецкий живописец и художник-копиист, портретист, известный заказами для русского императорского двора; академик Императорской Академии художеств (с 1853).

## Биография

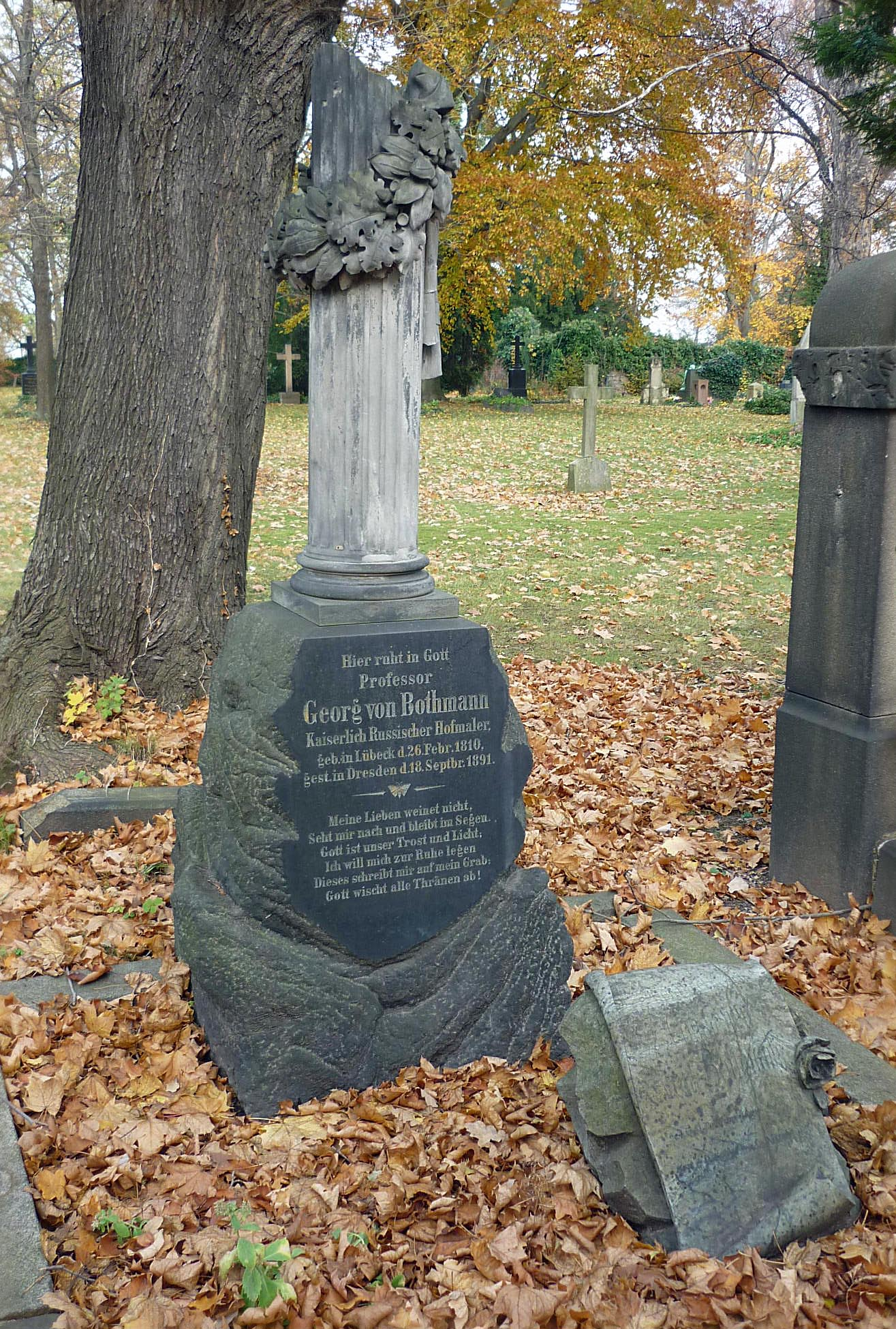
Надгробие Егора Ботмана на кладбище Анненфридхоф в Дрездене.

Художник немецкого происхождения, родился в городе Любек.
Придворный живописец Российской империи. Получил от Императорской Академии художеств звание академика портретной живописи (1853) за портрет императора Николая I. Всего же за годы творческой карьеры Ботманом было написано несколько портретов императора Николая I. Иногда портреты весьма незначительно различались между собой: художник просто «переодевал» императора в другую военную форму. Кроме того, с портретов кисти Ботмана другими художниками делались копии. 
Кисти Ботмана принадлежит и несколько портретов императора Александра II. Помимо этого, создал целую галерею парадных портретов высших военачальников и сановников своего времени. Так, восемь выполненных Ботманом портретов русских адмиралов находятся в Центральном военно-морском музее в Санкт-Петербурге. Портрет шефа жандармов Бенкендорфа находится в залах Музея Гвардии Государственного Эрмитажа.
Ботманом был также написан портрет князя Иллариона Васильчикова и множество других. Известен также как создатель качественных копий ранее созданных портретов государственных деятелей Российской империи.
При жизни художник был коммерчески успешен, владел доходным домом в Санкт-Петербурге.
Скончался в 1891 году в Дрездене и был похоронен там же на кладбище Анненфридхоф. Надгробие сохранилось.

## Галерея

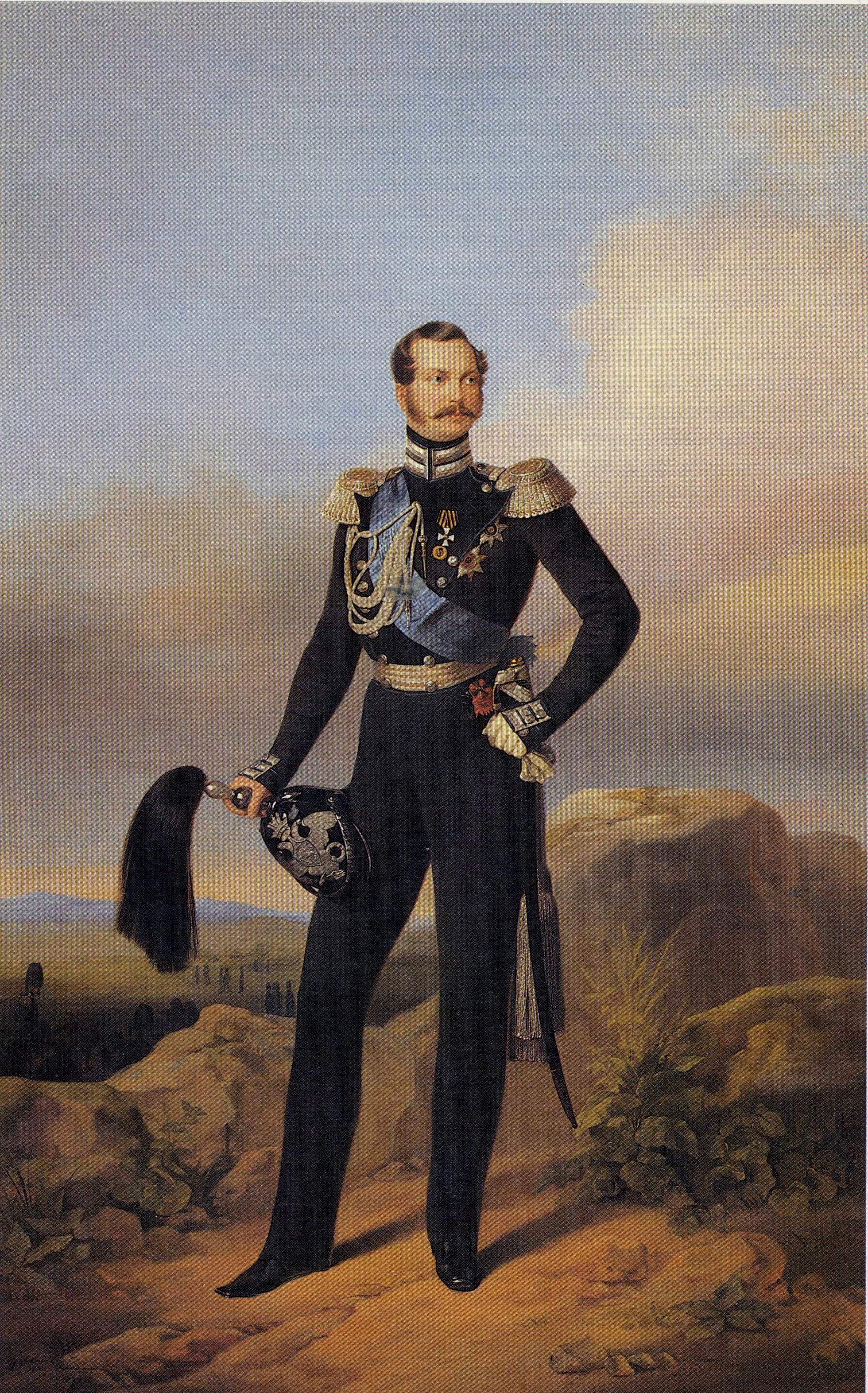
Портрет императора Александра II (1850)
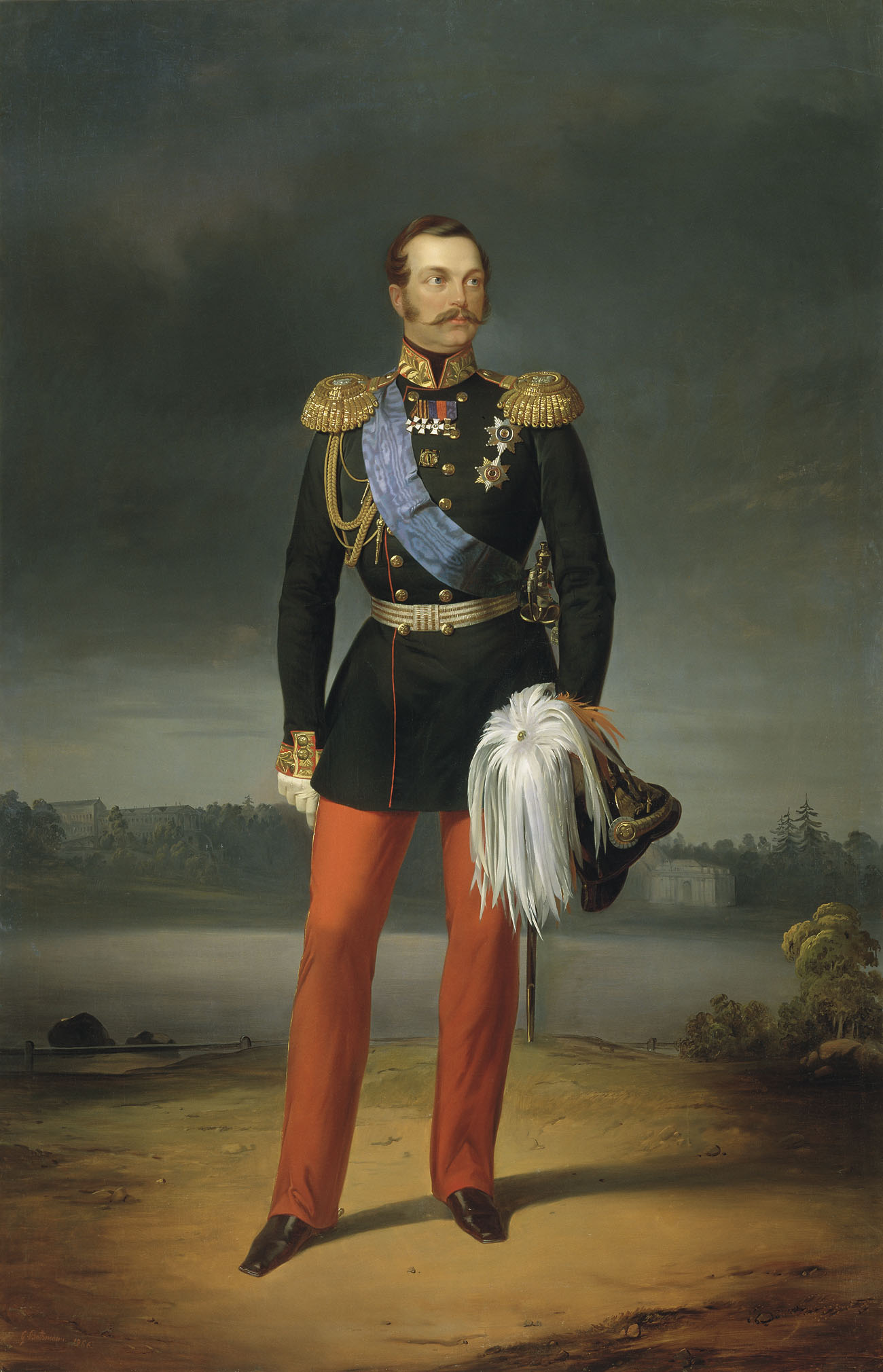
Портрет императора Александра II (1856)
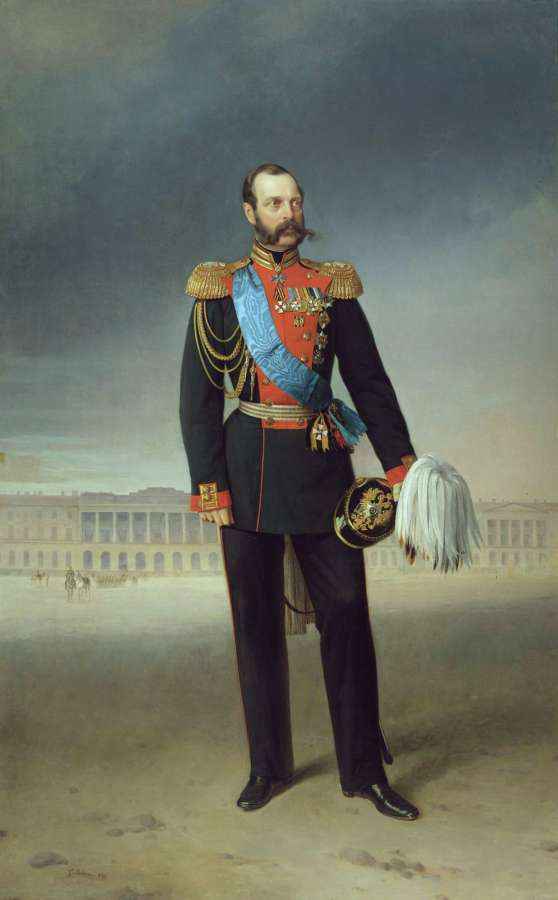
Портрет императора Александра II
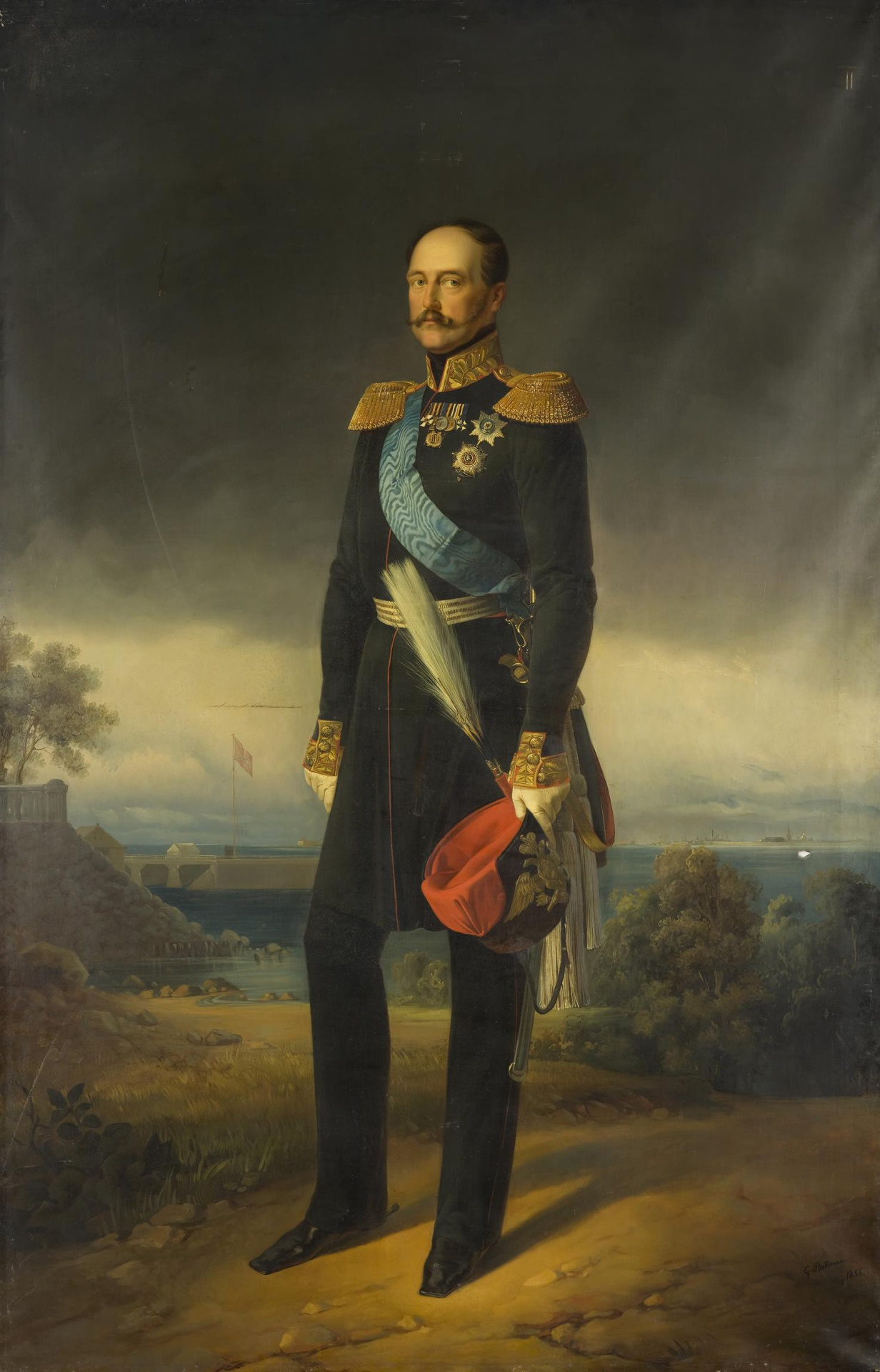
Портрет императора Николая I (1855)
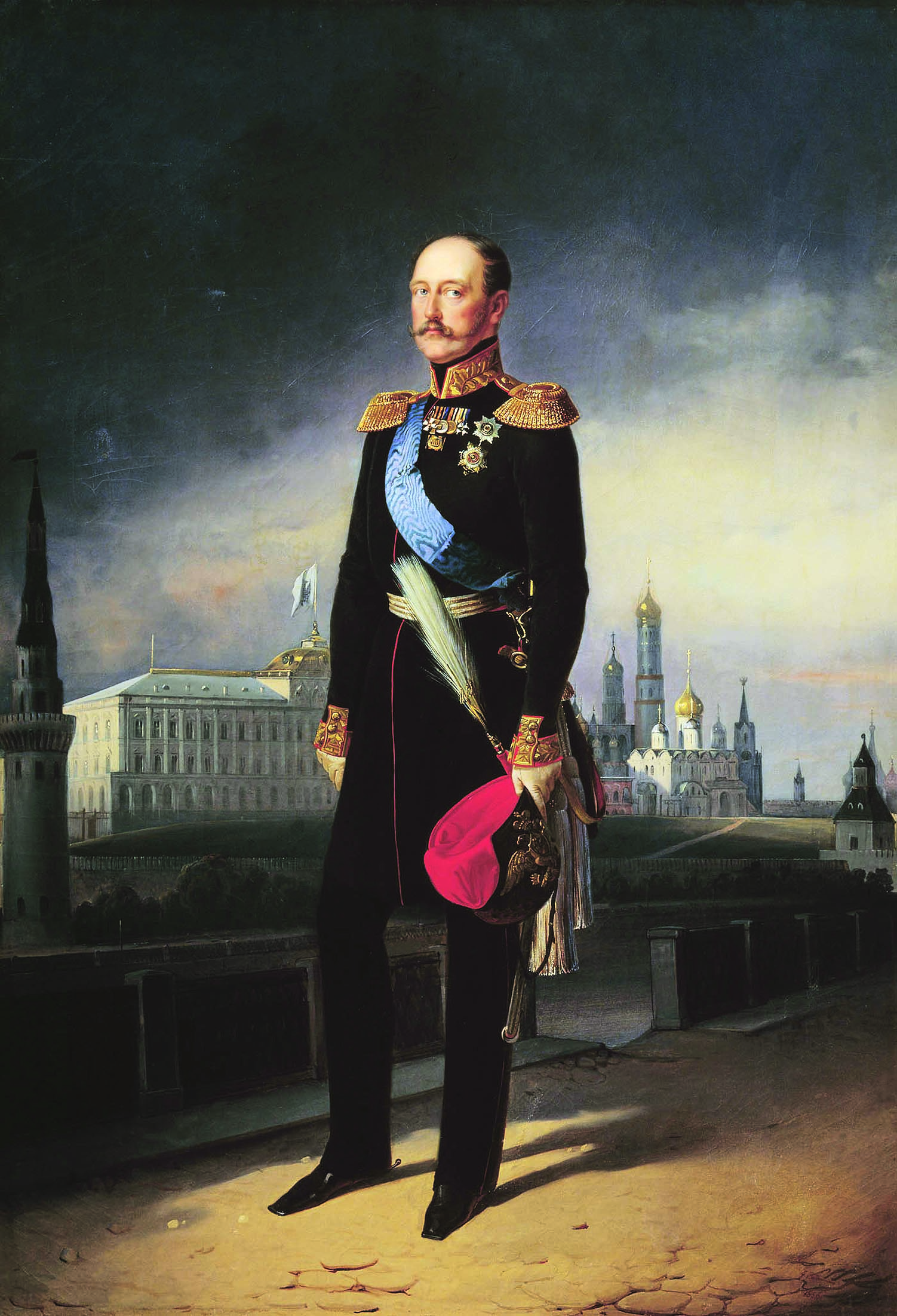
Портрет императора Николая I (1856)
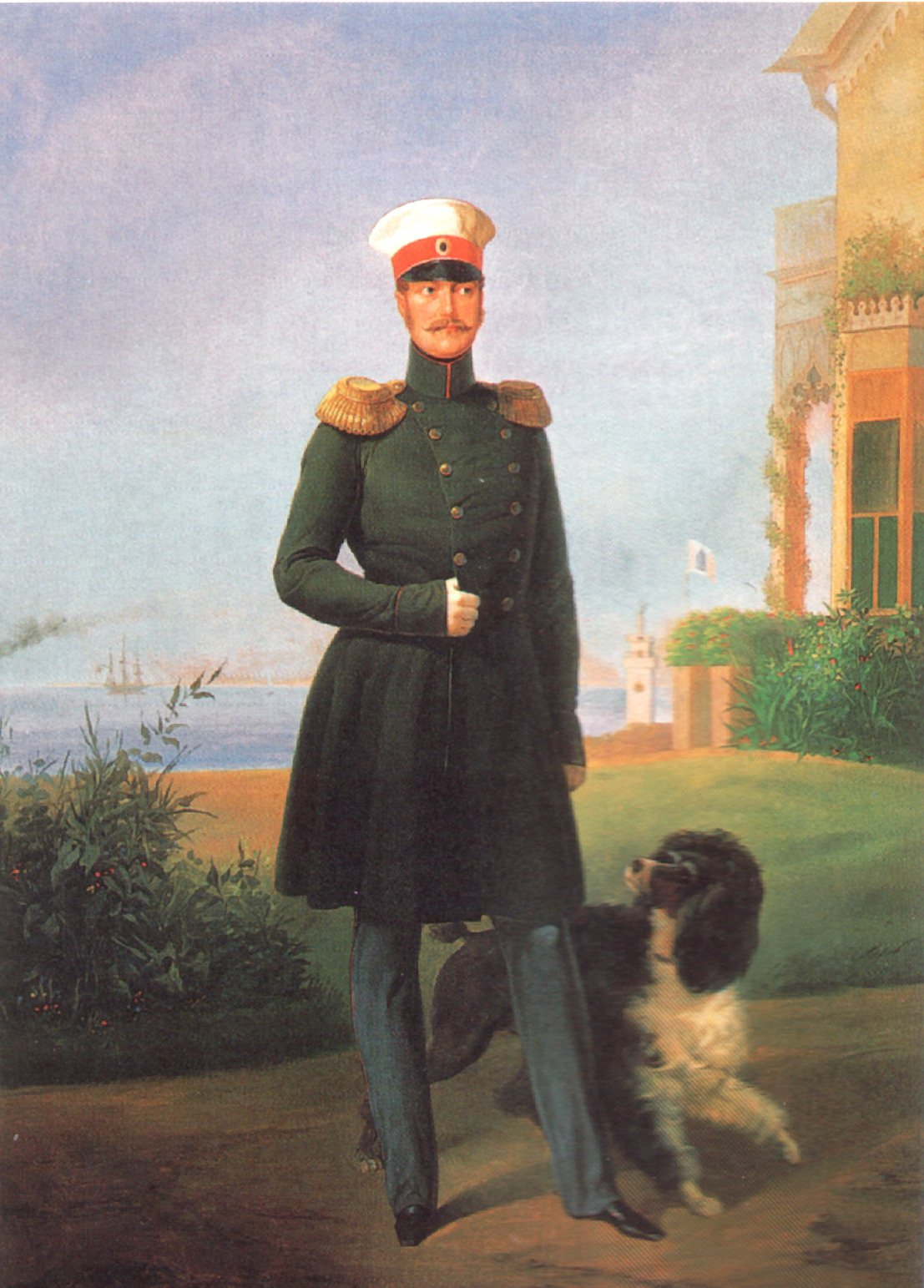
Портрет императора Николая I с собакой
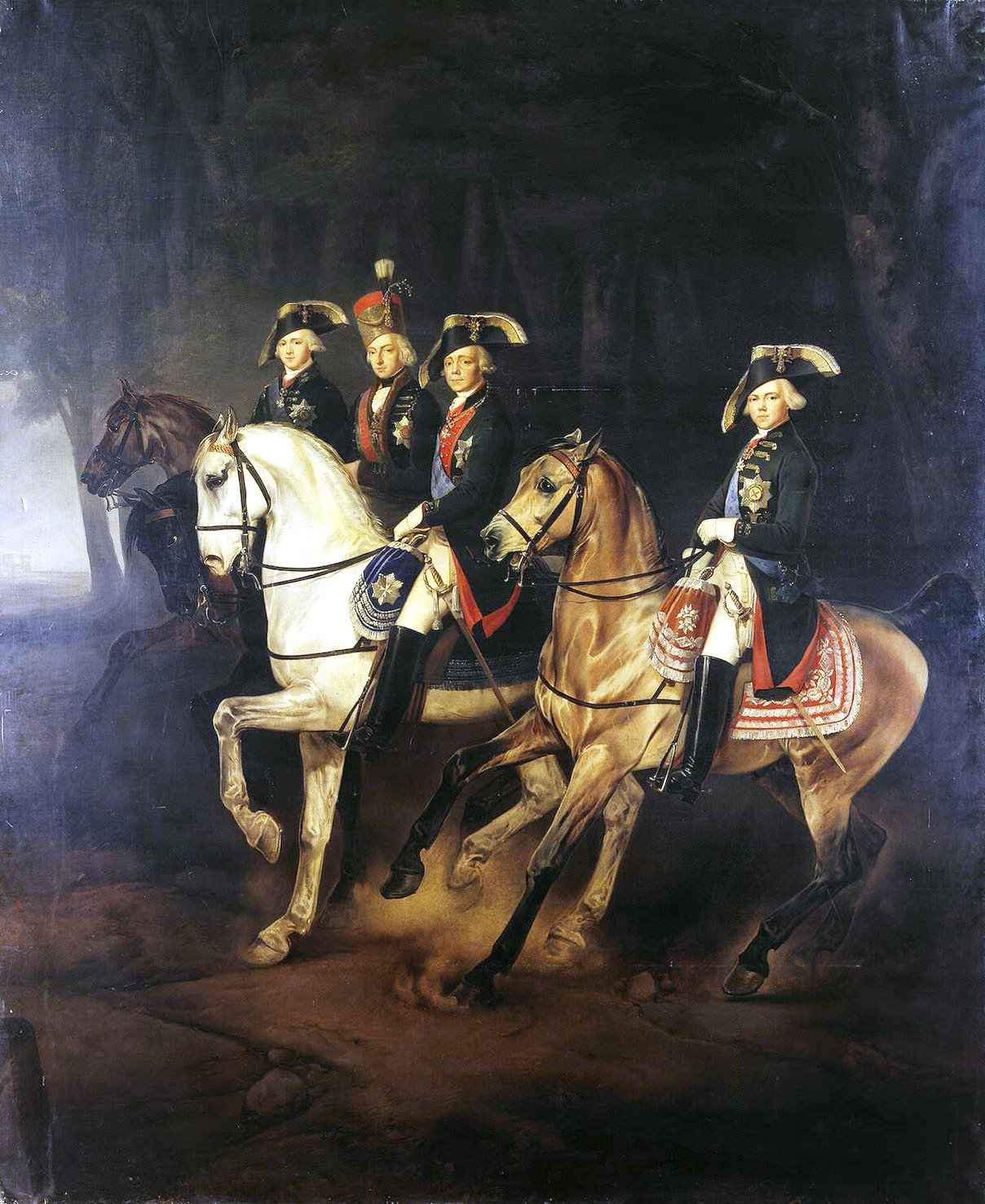
Конный портрет императора Павла I c сыновьями и палатином Венгерским Иосифом (1848)
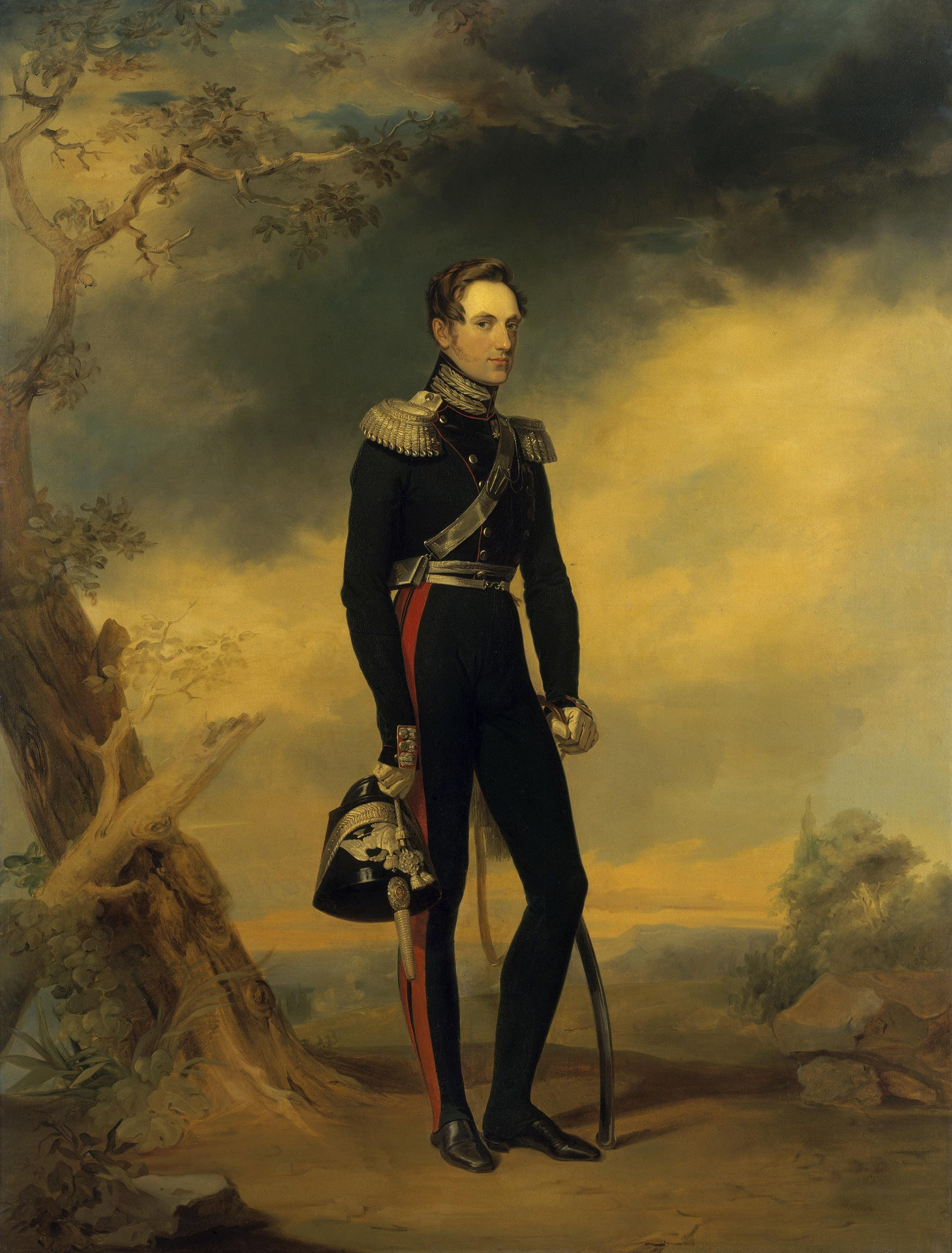
Портрет великого князя Николая Павловича (1847)
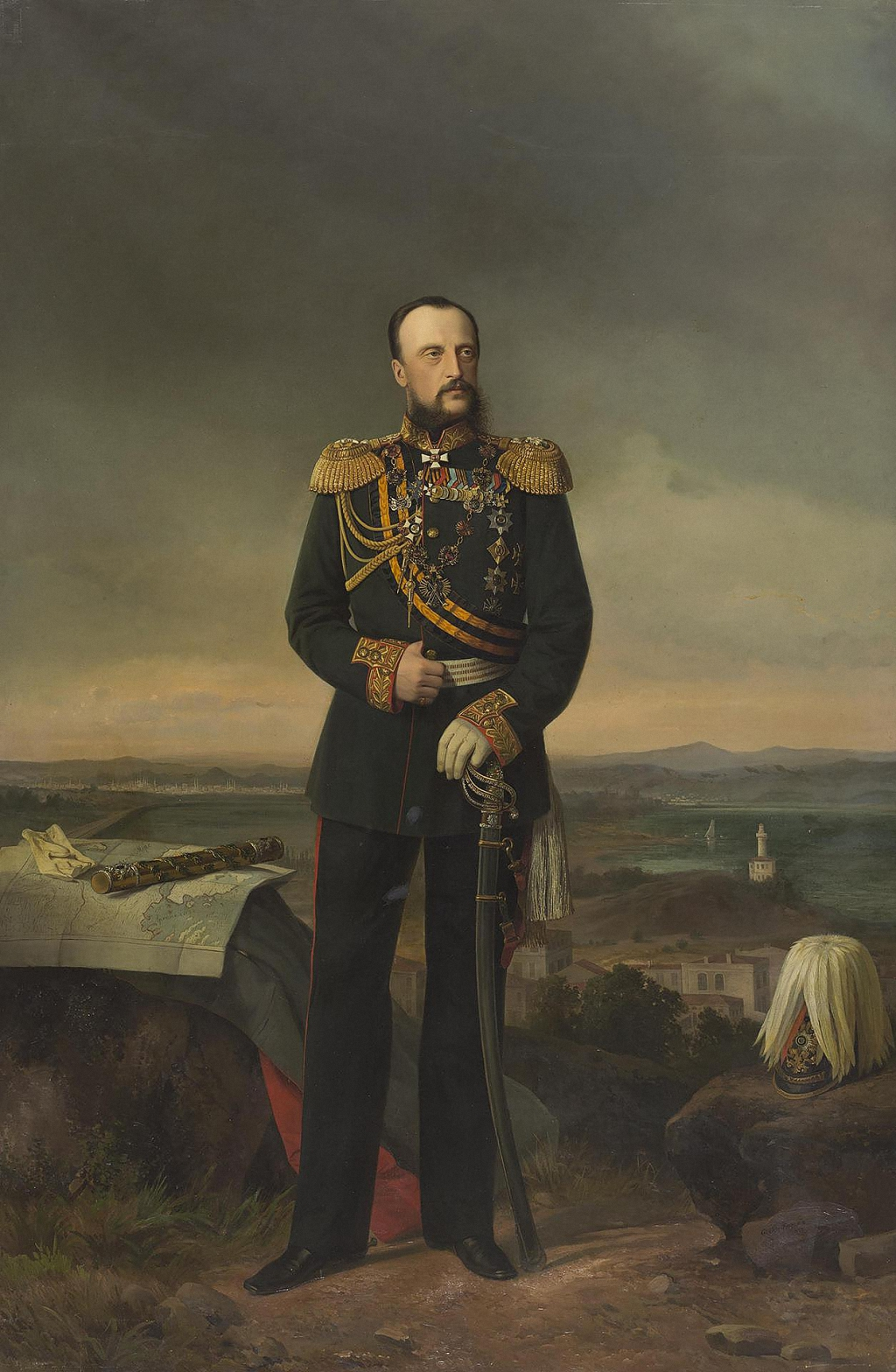
Портрет великого князя Николая Николаевича (1879)
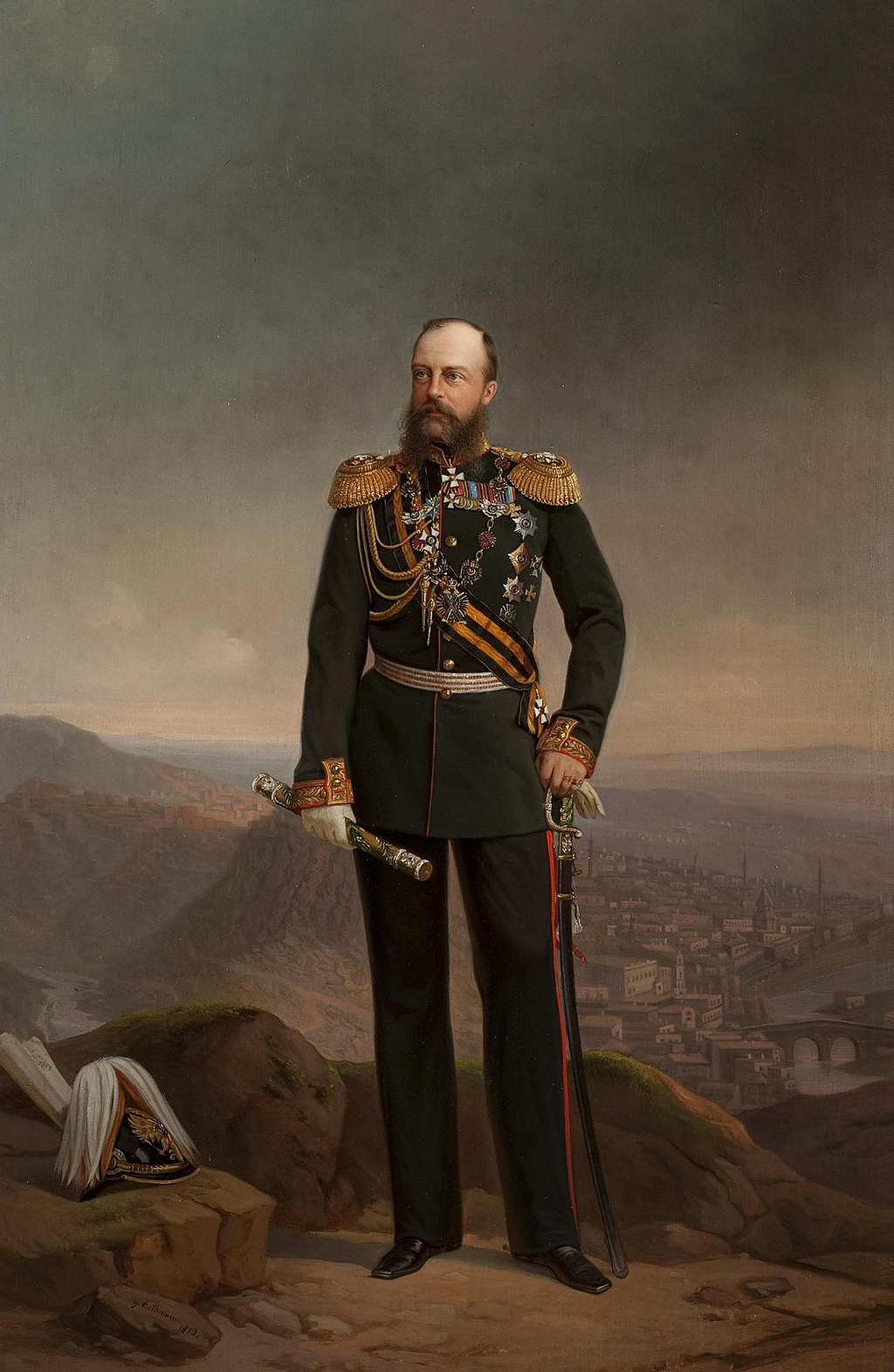
Портрет великого князя Михаила Николаевича (1879)
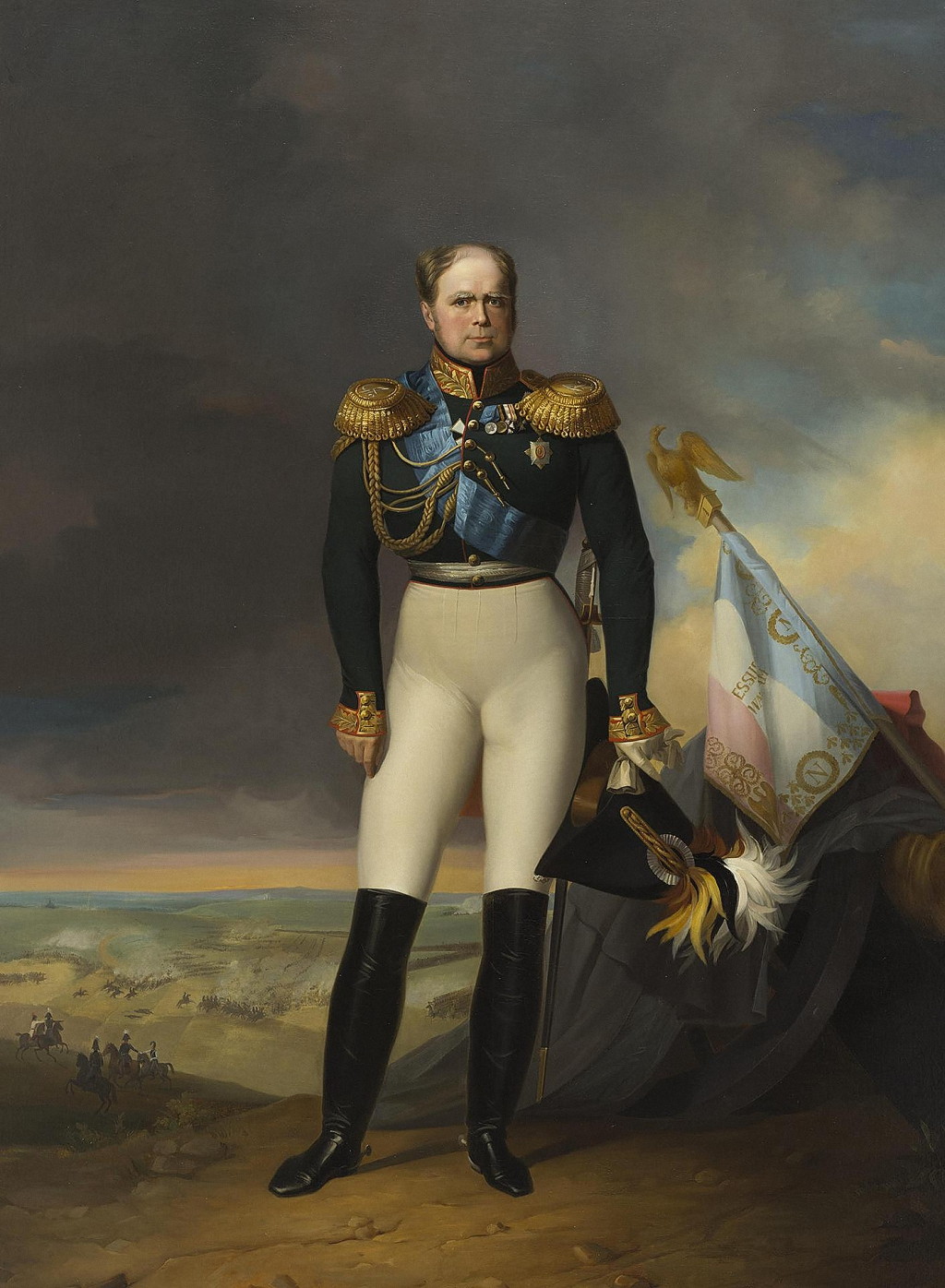
Портрет великого князя Константина Павловича (1848)
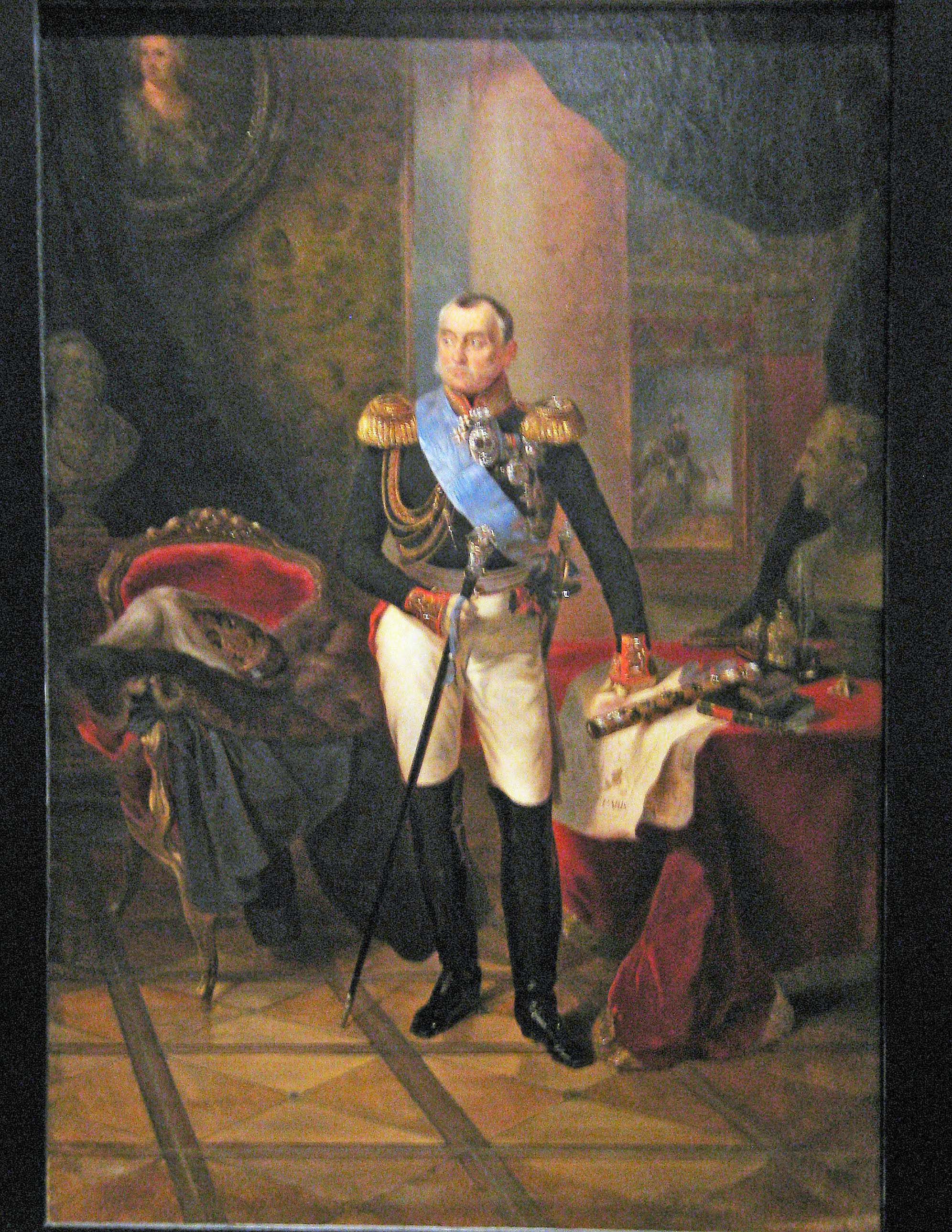
Портрет князя П. М. Волконского
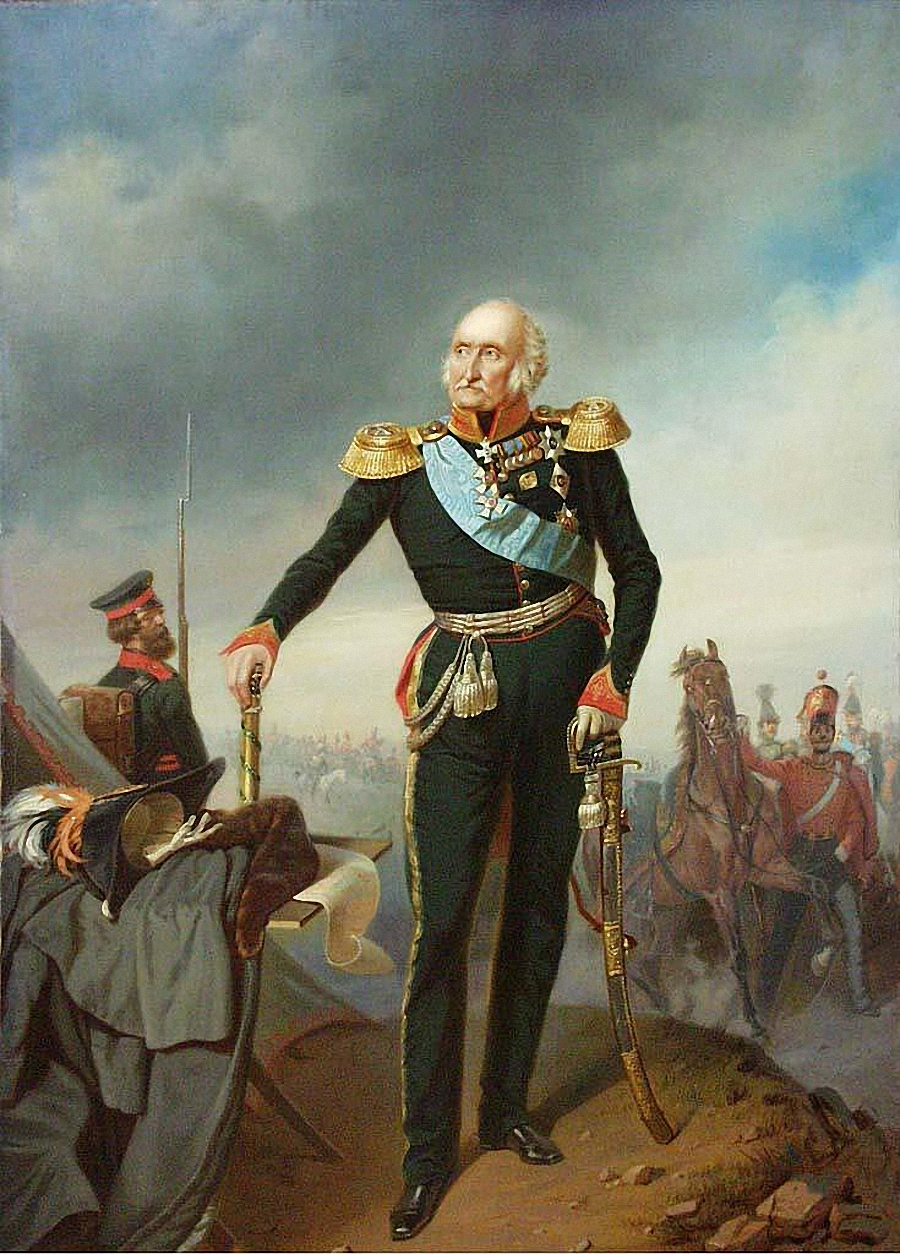
Портрет фельдмаршала князя П. Х. Витгенштейна
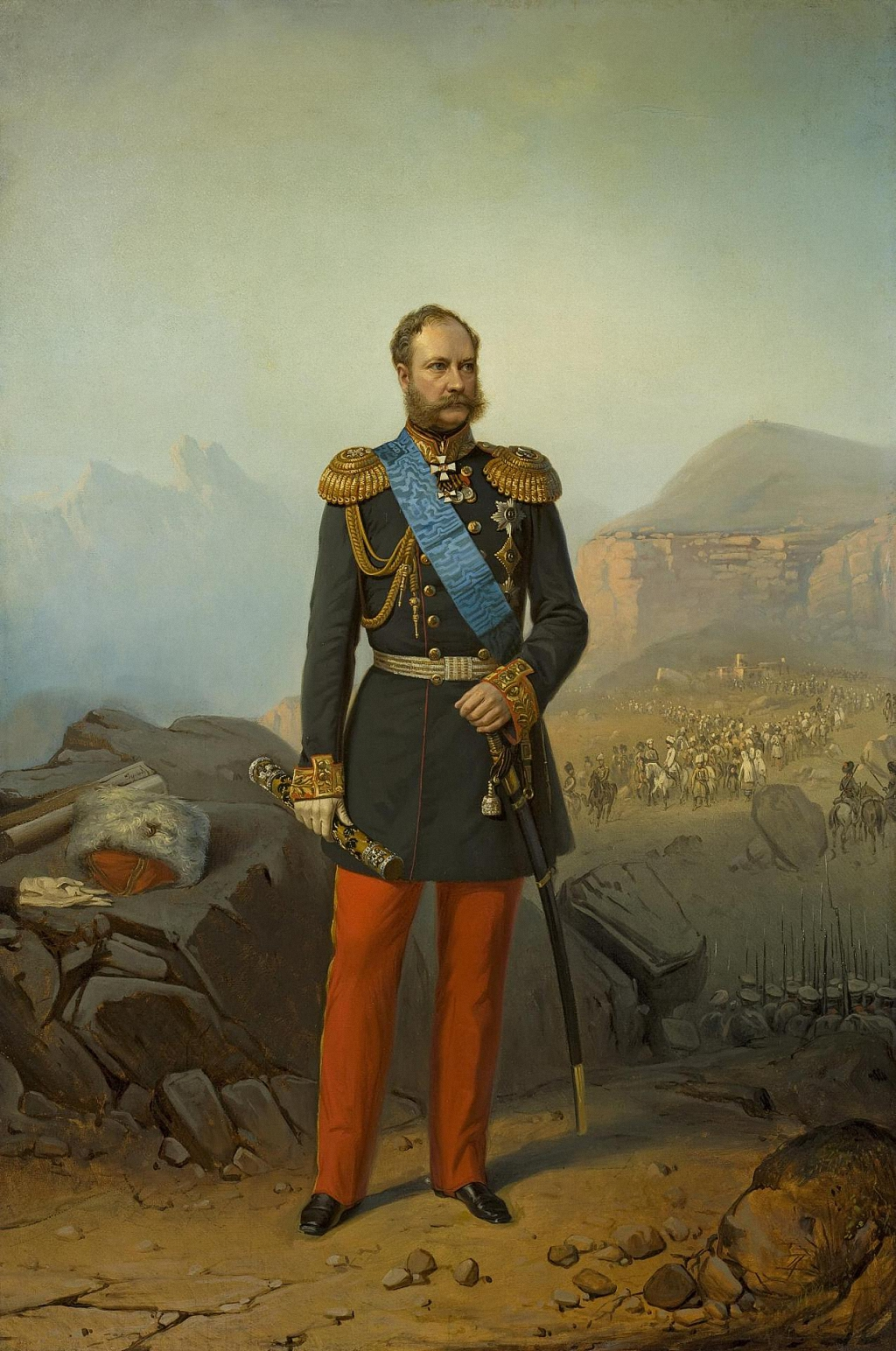
Портрет фельдмаршала князя Александра Ивановича Барятинского
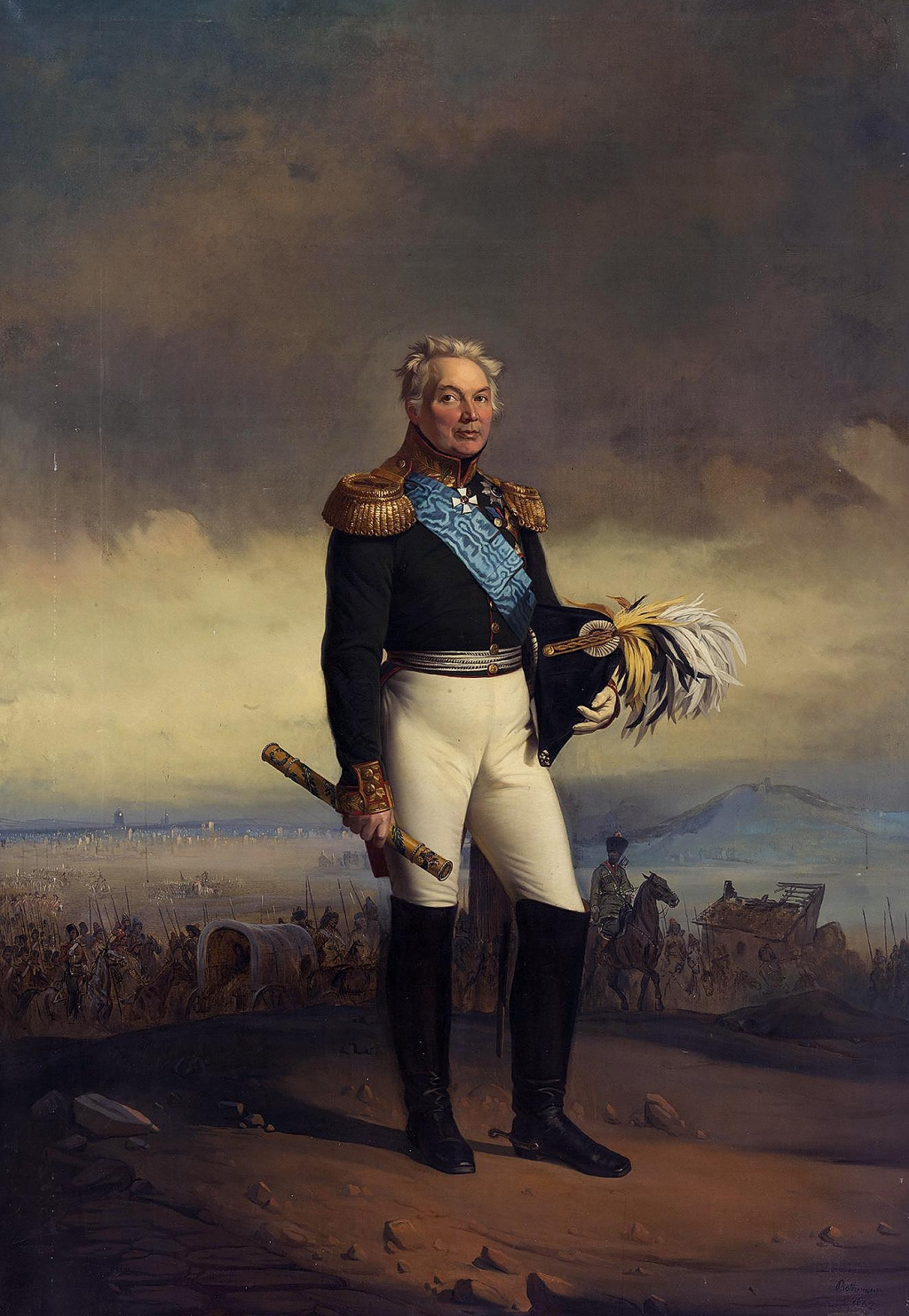
Портрет фельдмаршала графа Фабиана Вильгельмовича фон дер Остен Сакена (1862)
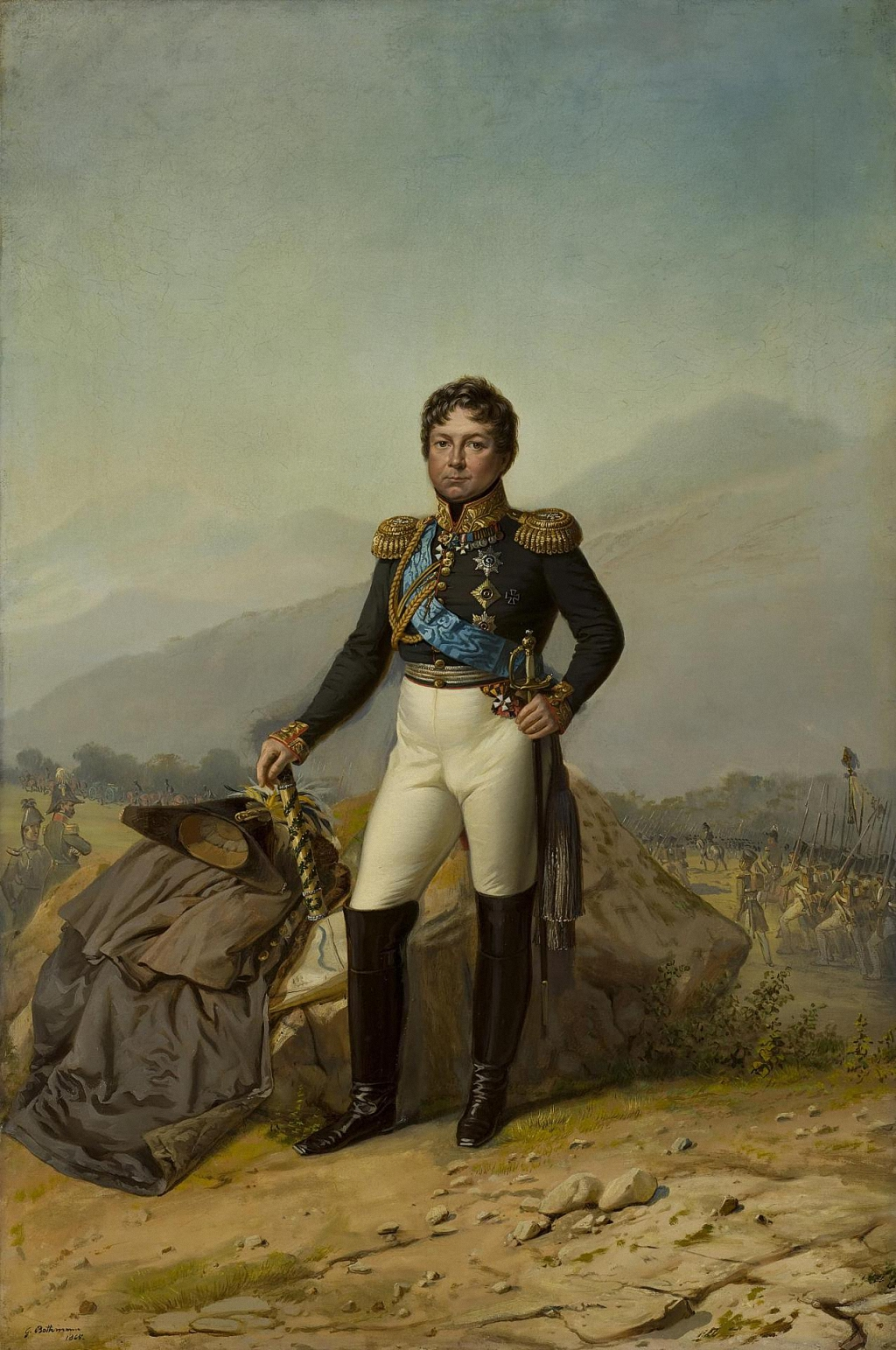
Портрет фельдмаршала графа Ивана Ивановича Дибича (1865)
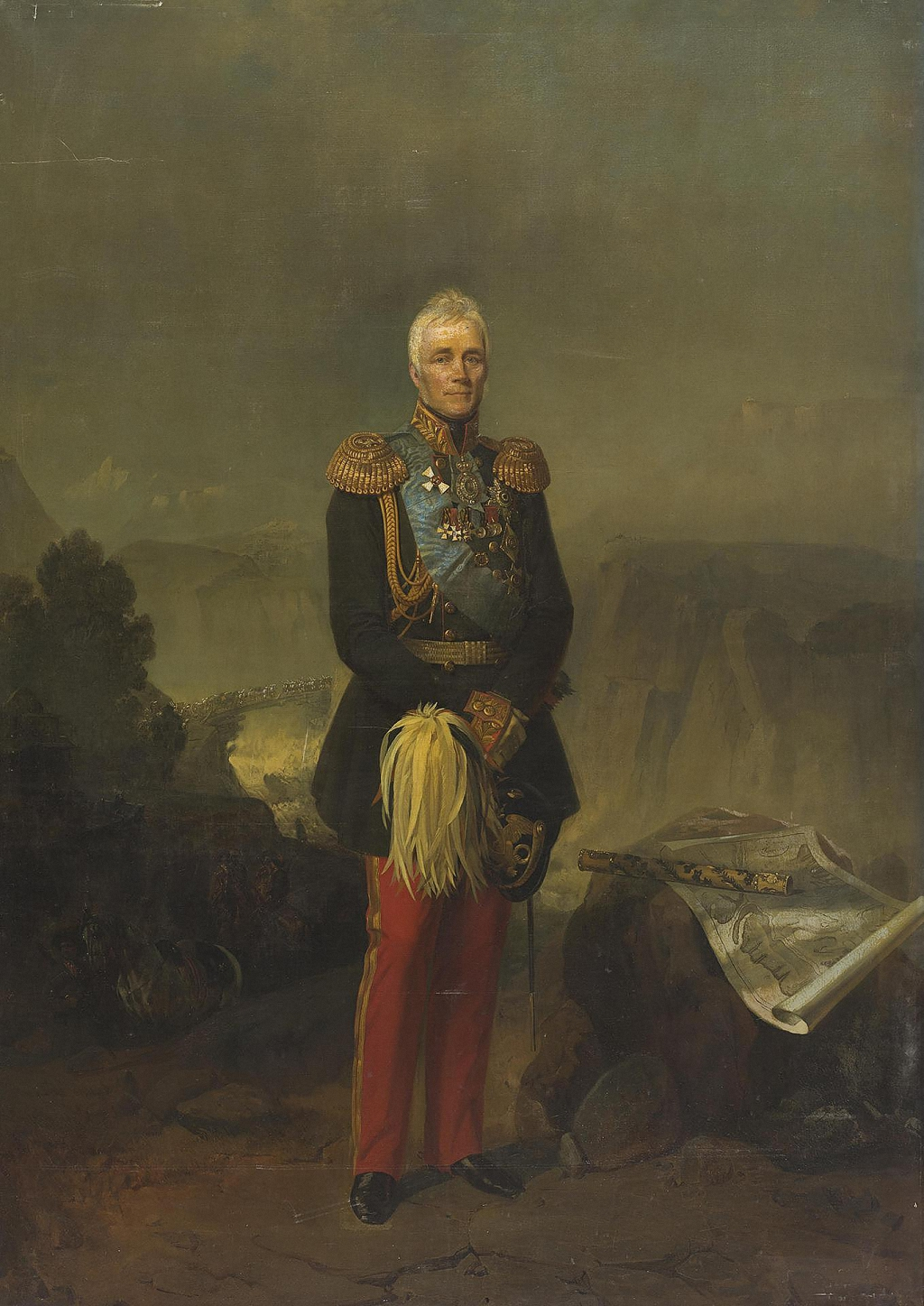
Портрет графа М. С. Воронцова (1861)
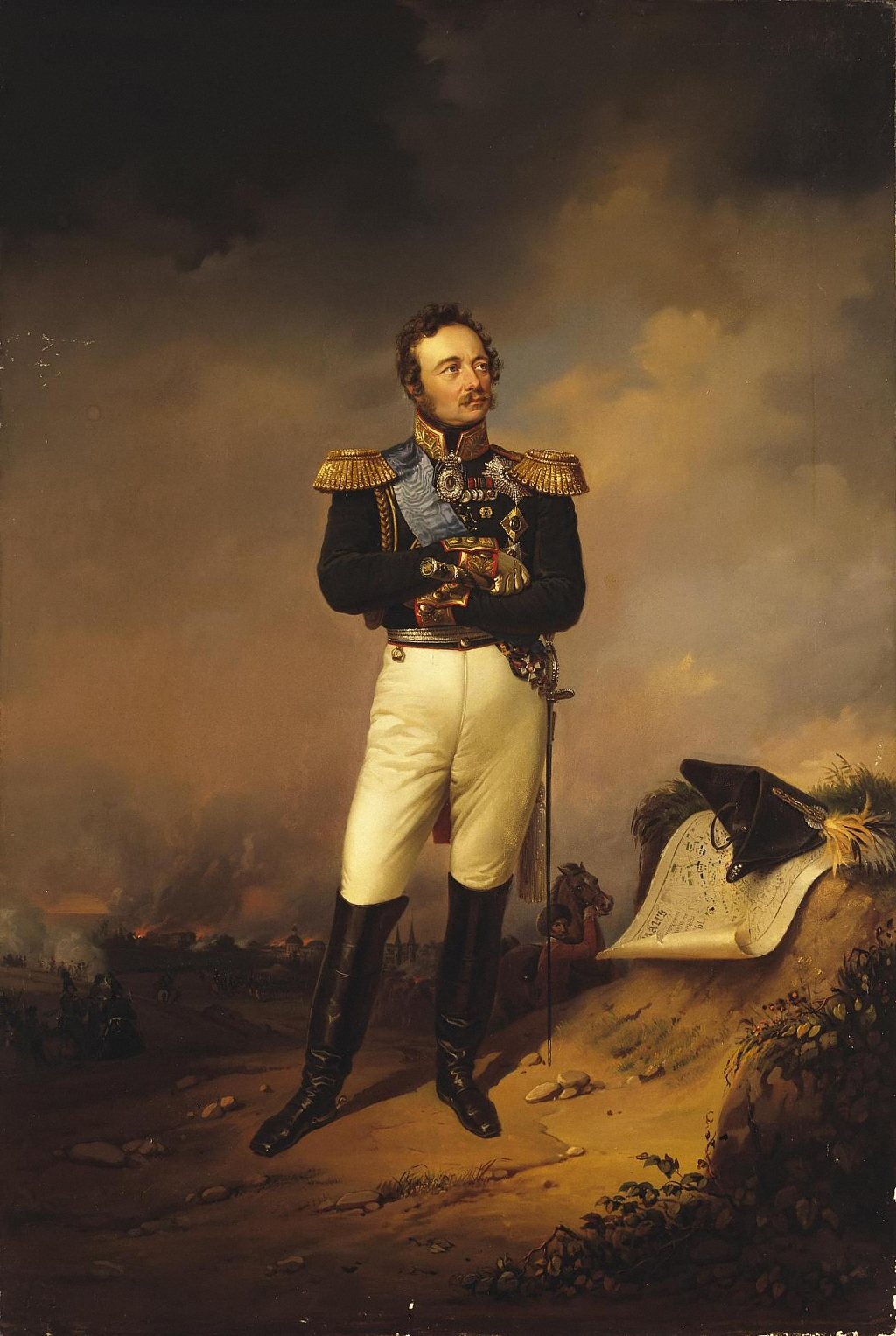
Портрет графа Ивана Федоровича Паскевича (1860-1870)
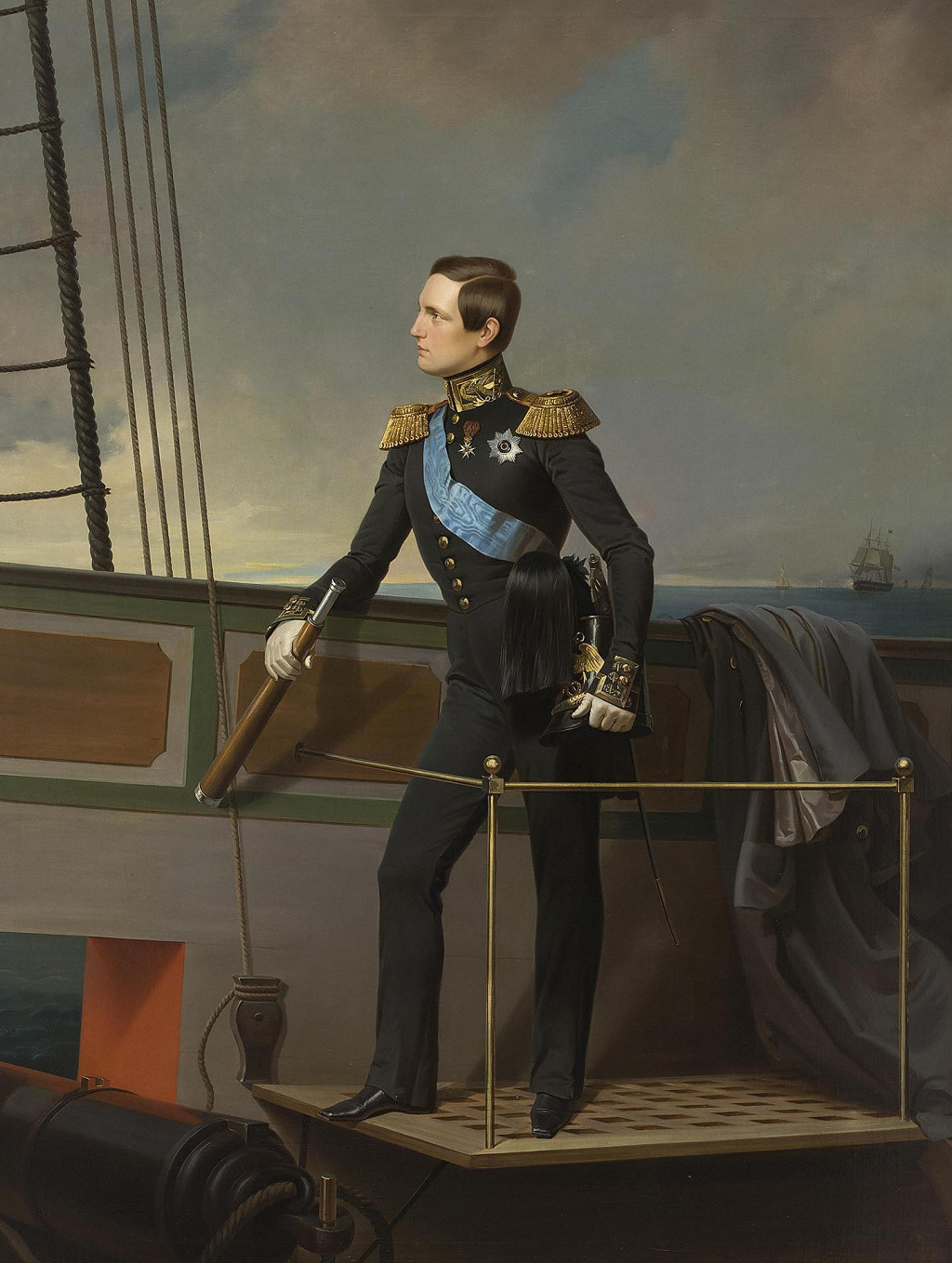
Портрет великого князя Константина Николаевича (1848)
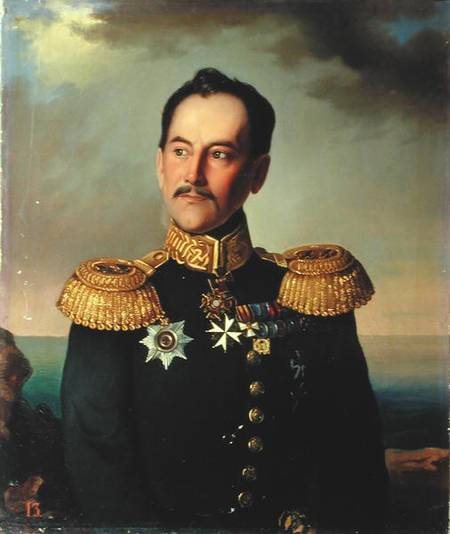
Портрет вице-адмирала Николая Римского-Корсакова
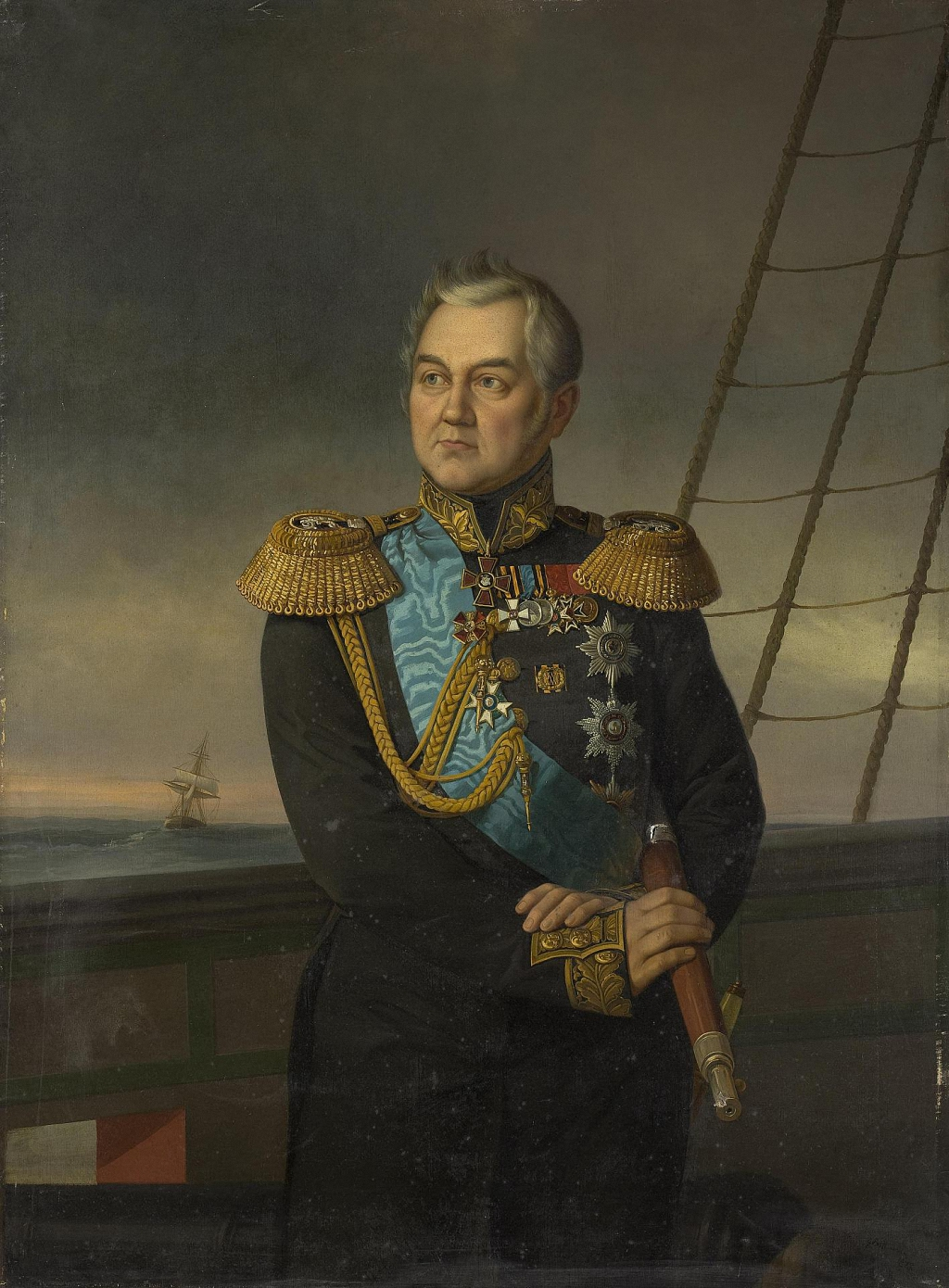
Портрет адмирала Михаила Петровича Лазарева (1873)
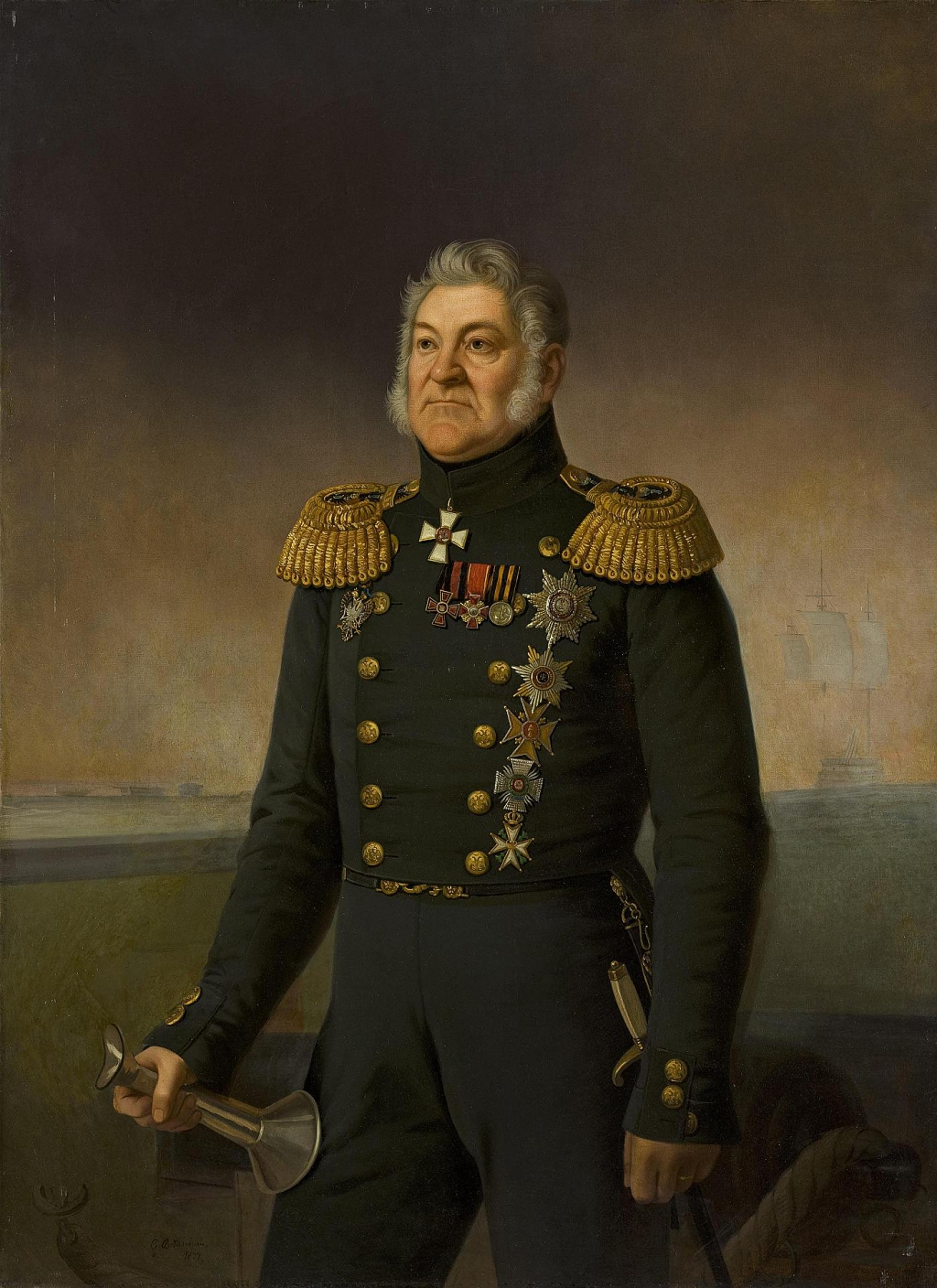
Портрет адмирала Логина Петровича Гейдена (1877)
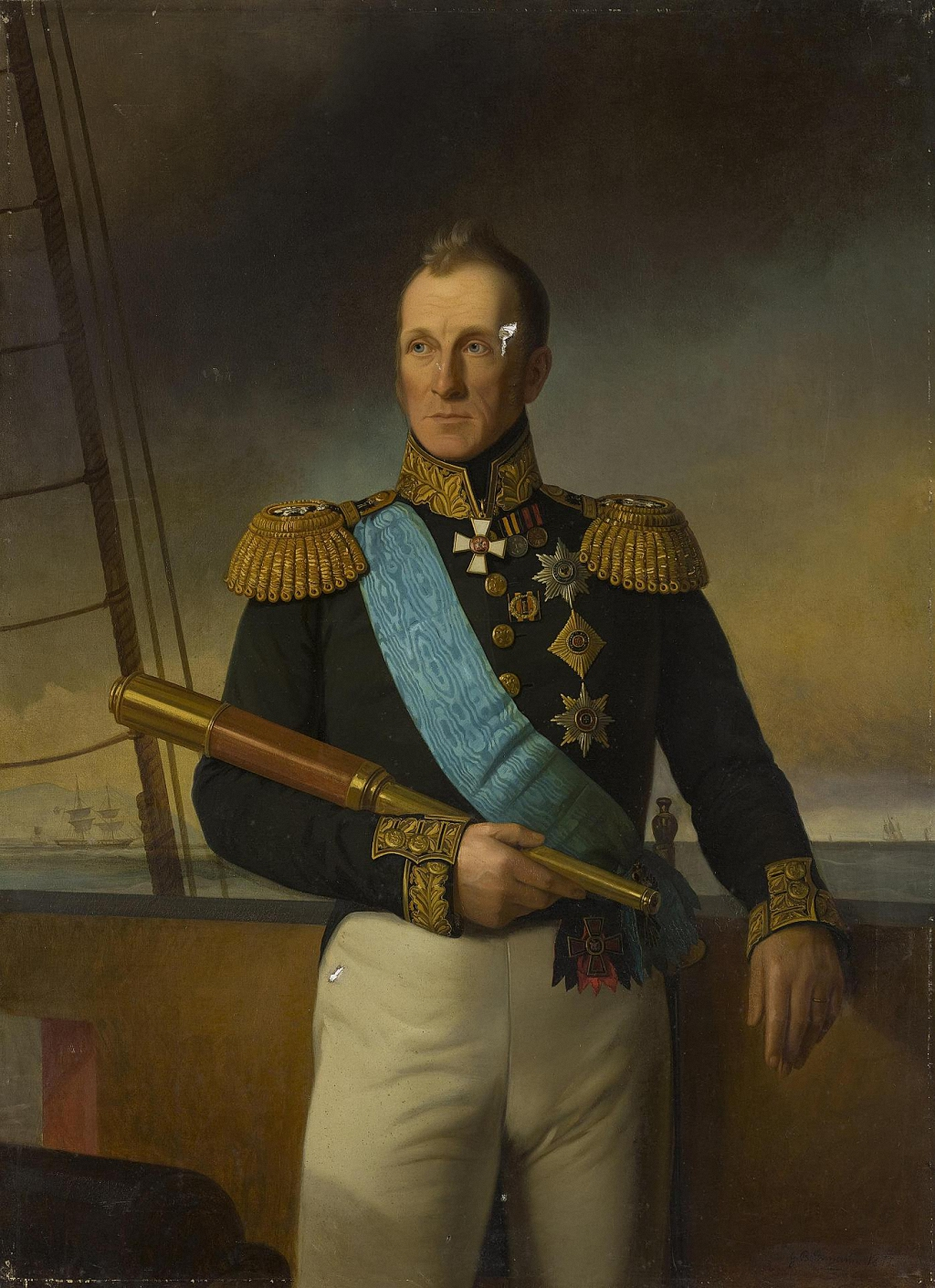
Портрет адмирала Алексея Самуиловича Грейга (1877)
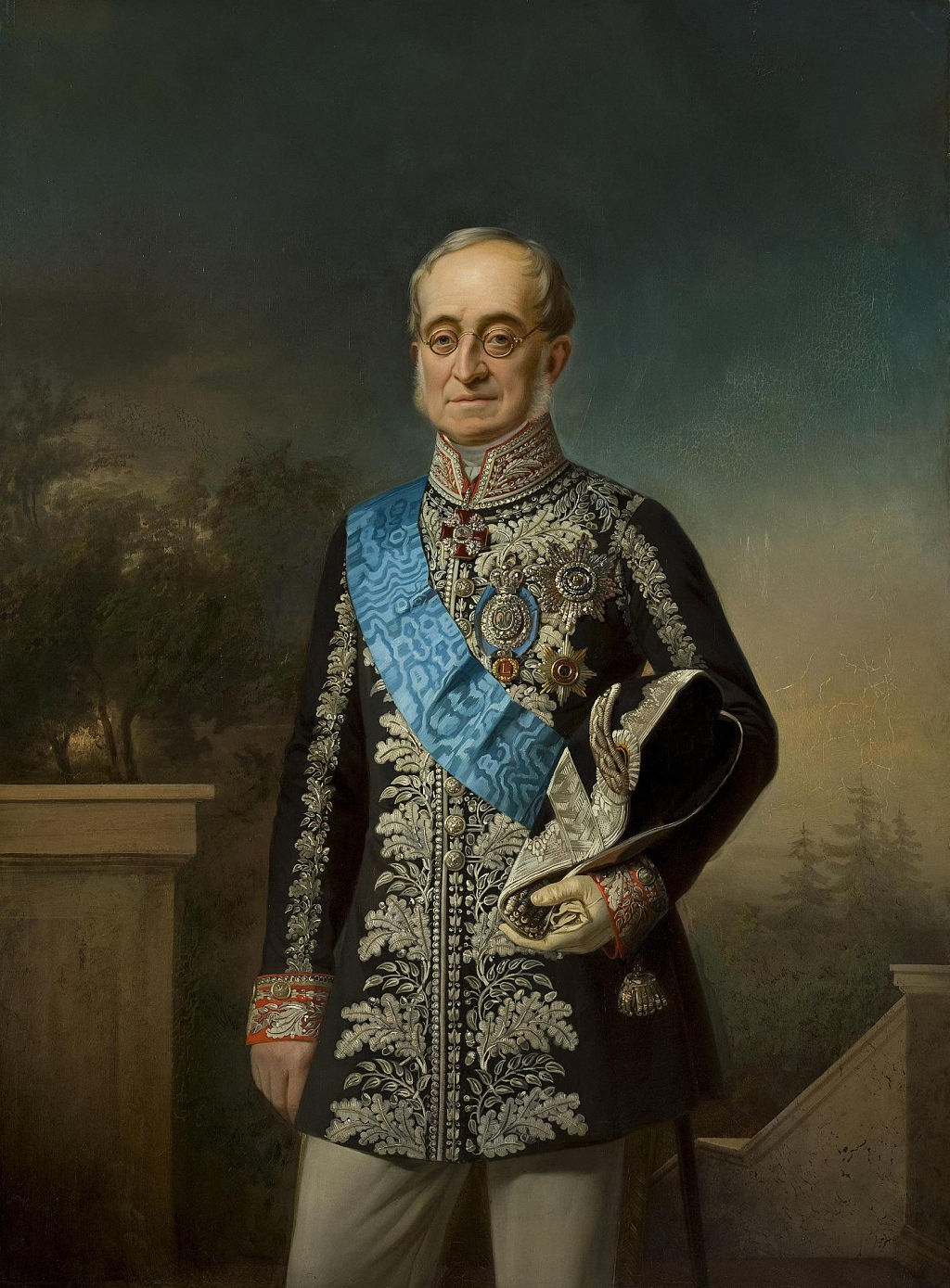
Портрет графа Карла Васильевича Нессельроде (1860-1870)
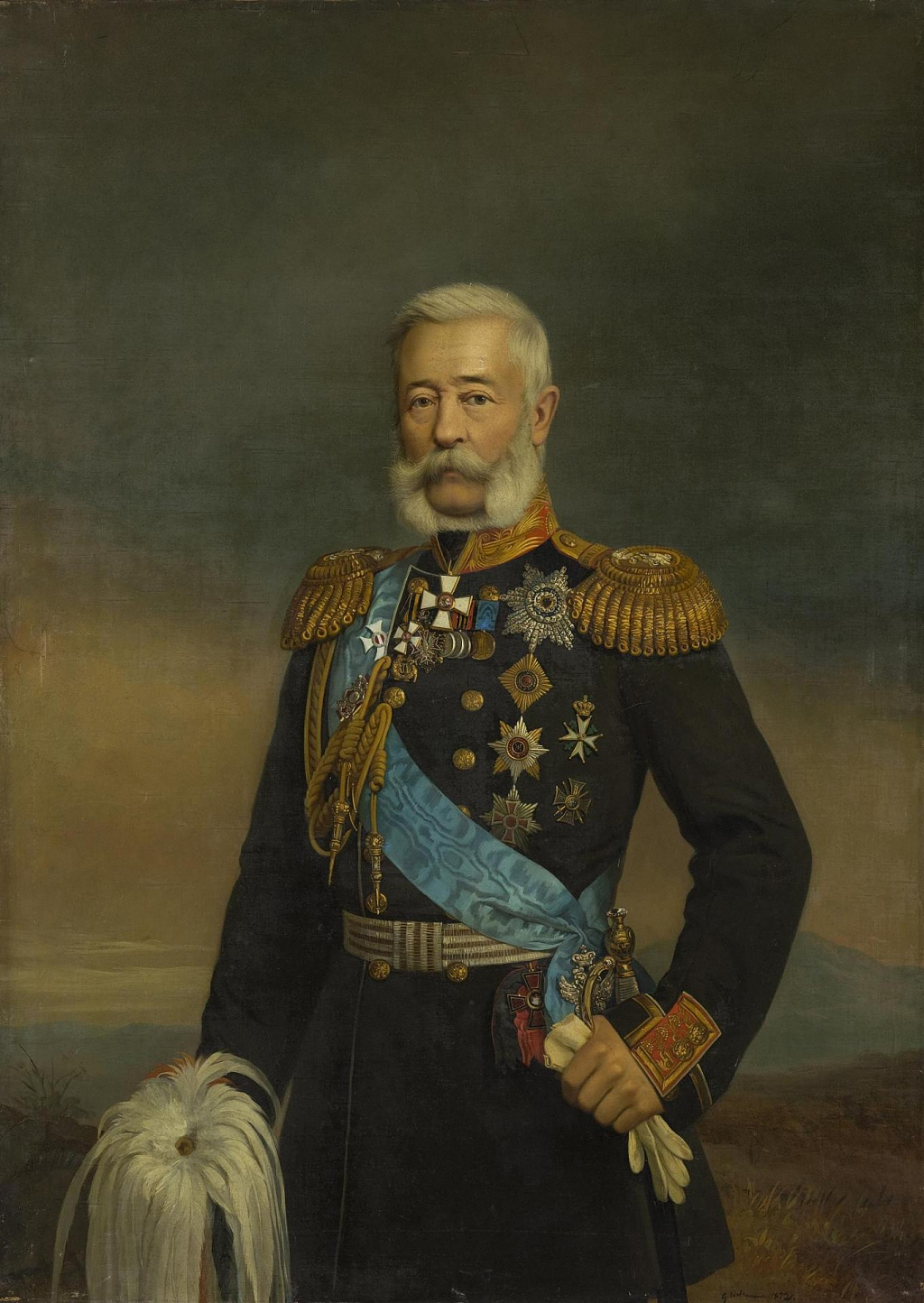
Портрет Александра Николаевича Лидерса (1872)
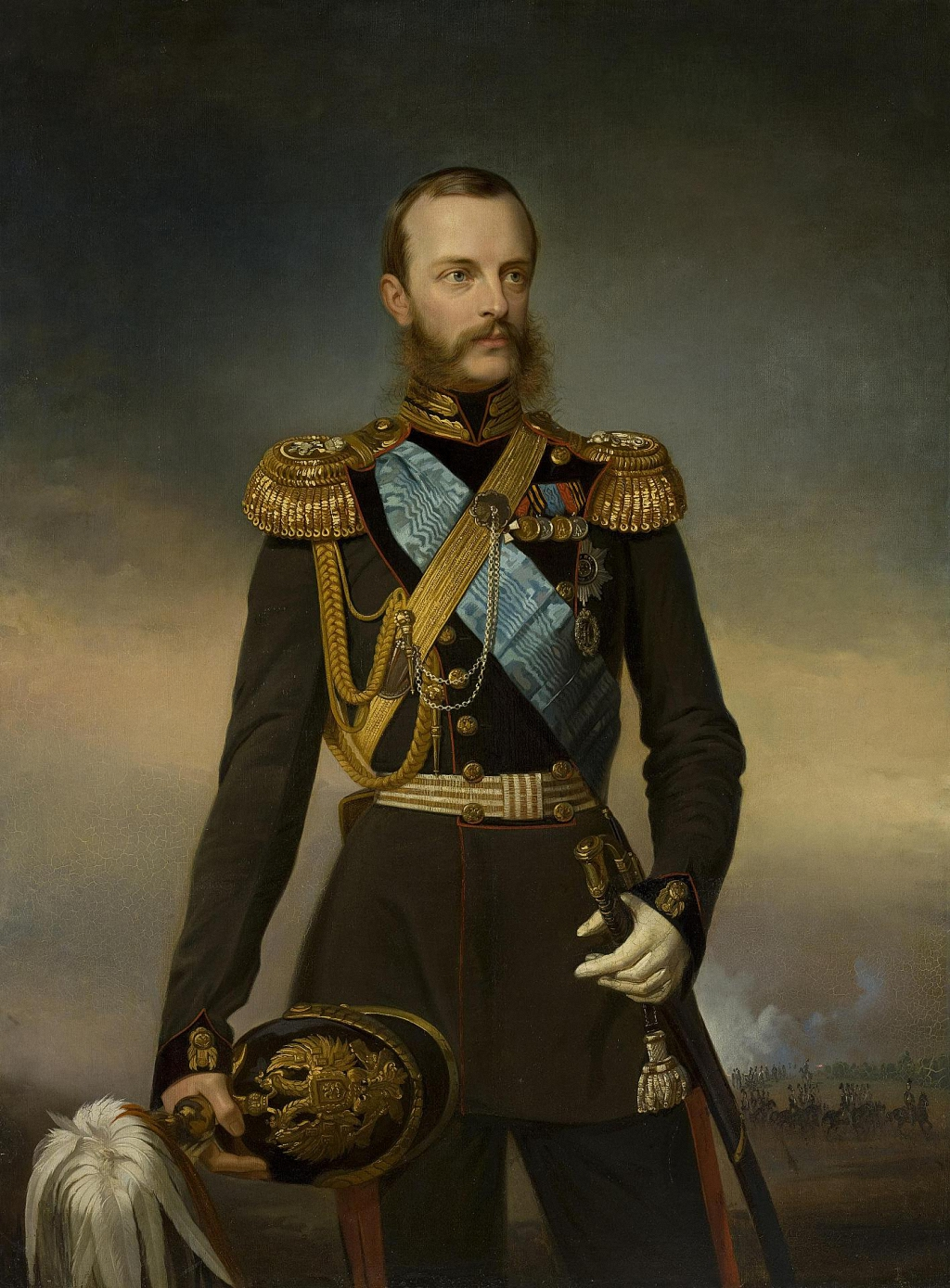
Портрет великого князя Михаила Николаевича (начало 1860-х)
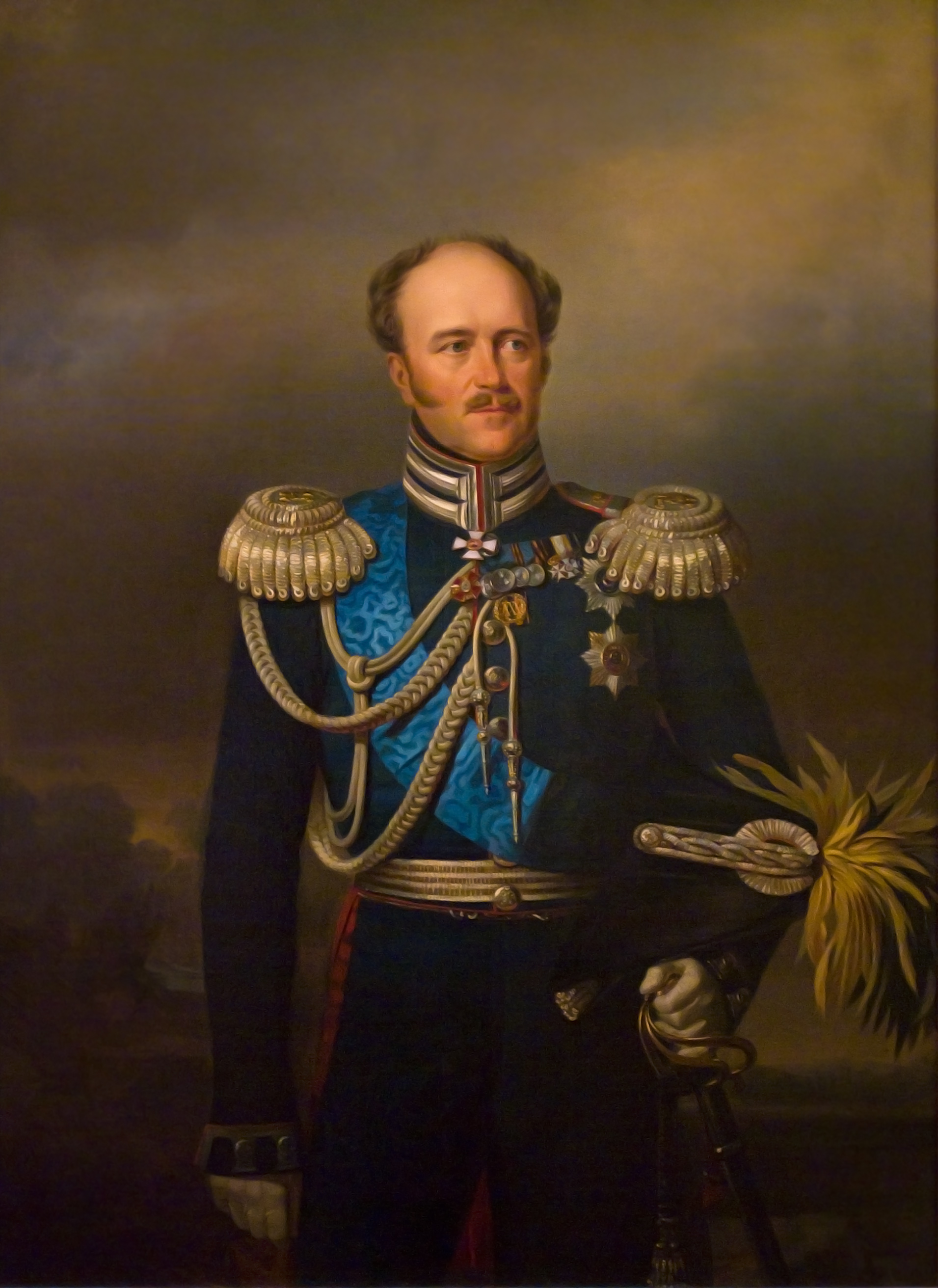
Портрет графа А. Х. Бенкендорфа
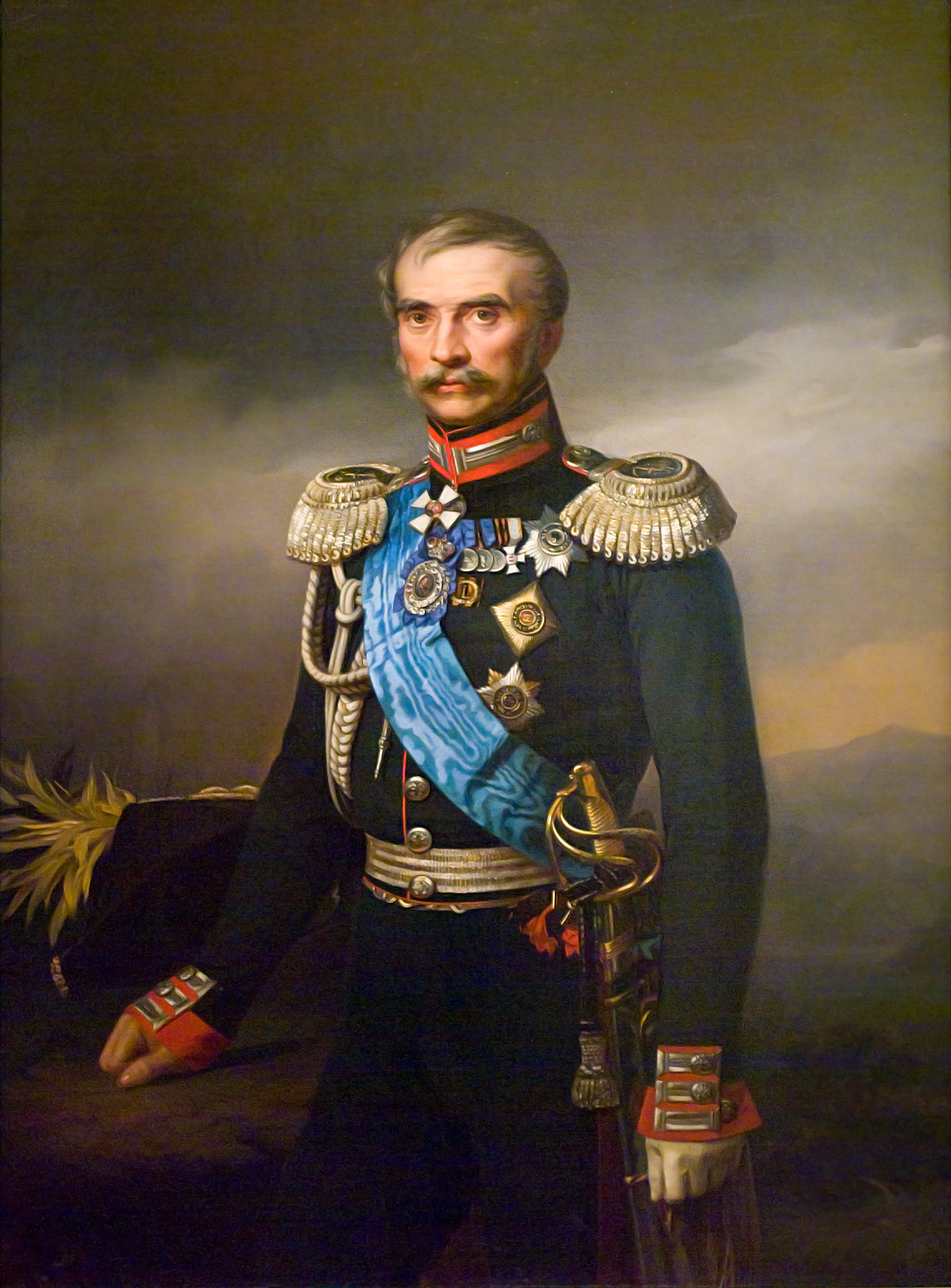
Портрет князя И. В. Васильчикова
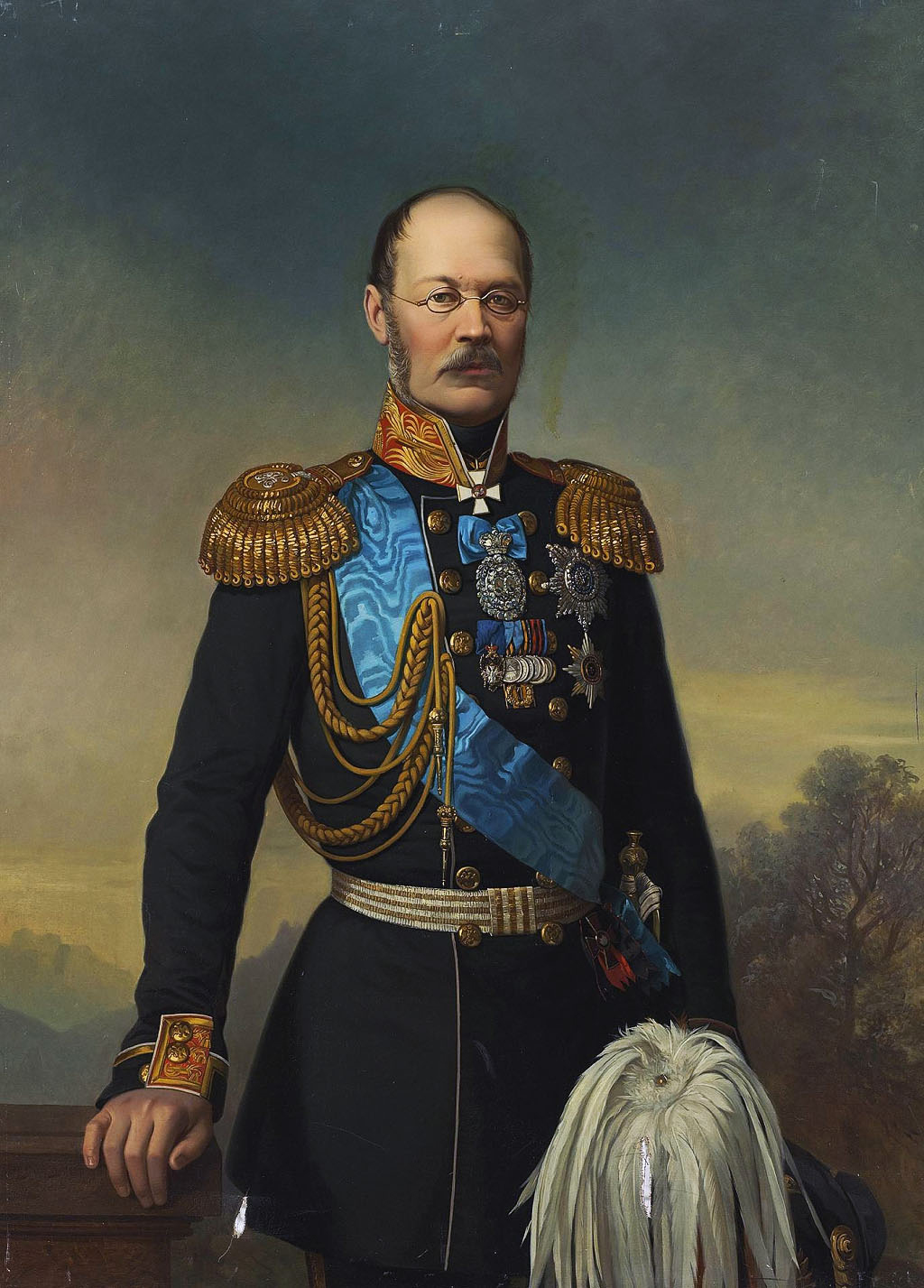
Портрет князя М. Д. Горчакова (1871)
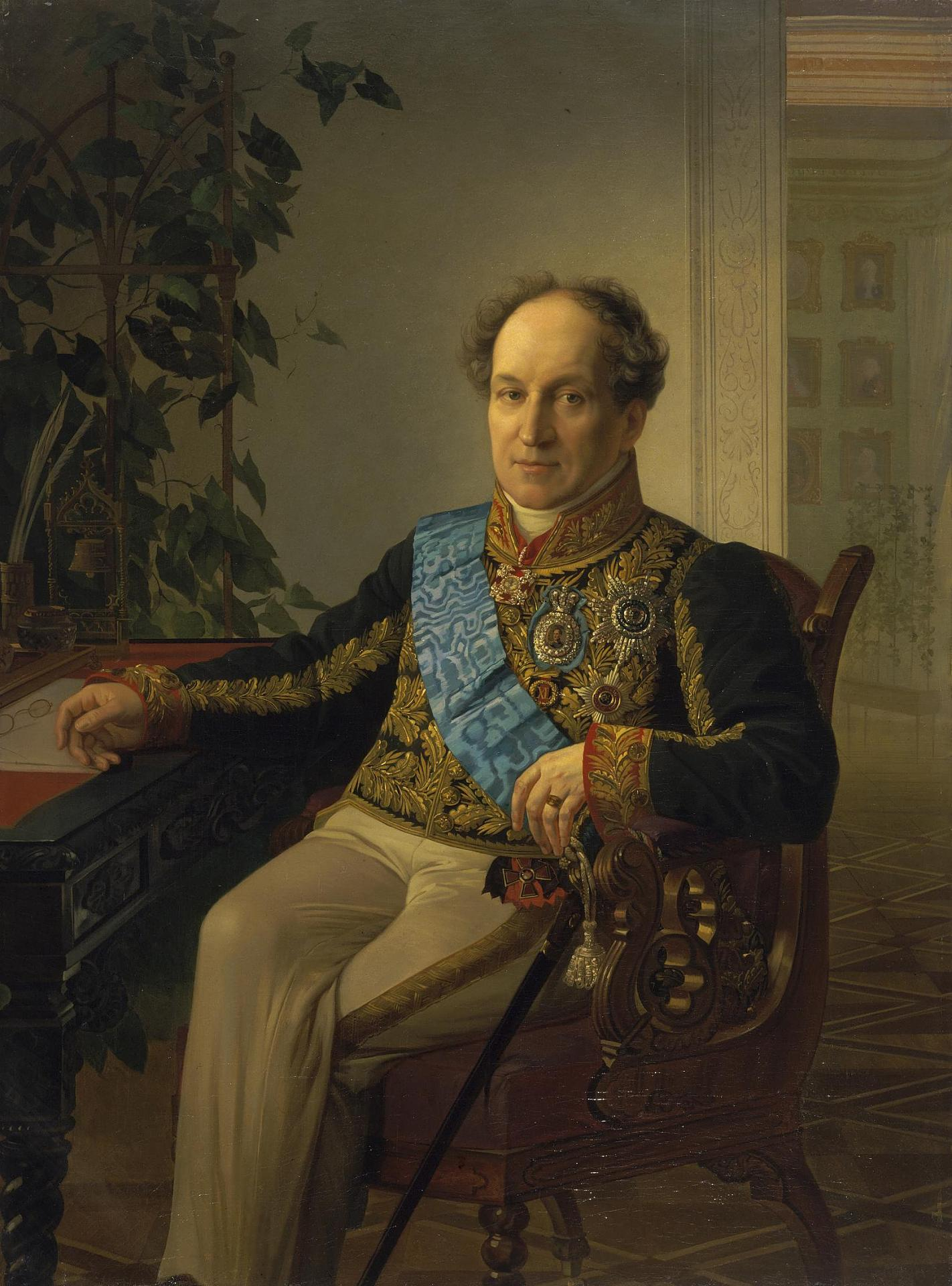
Портрет князя Александра Николаевича Голицына (1871)
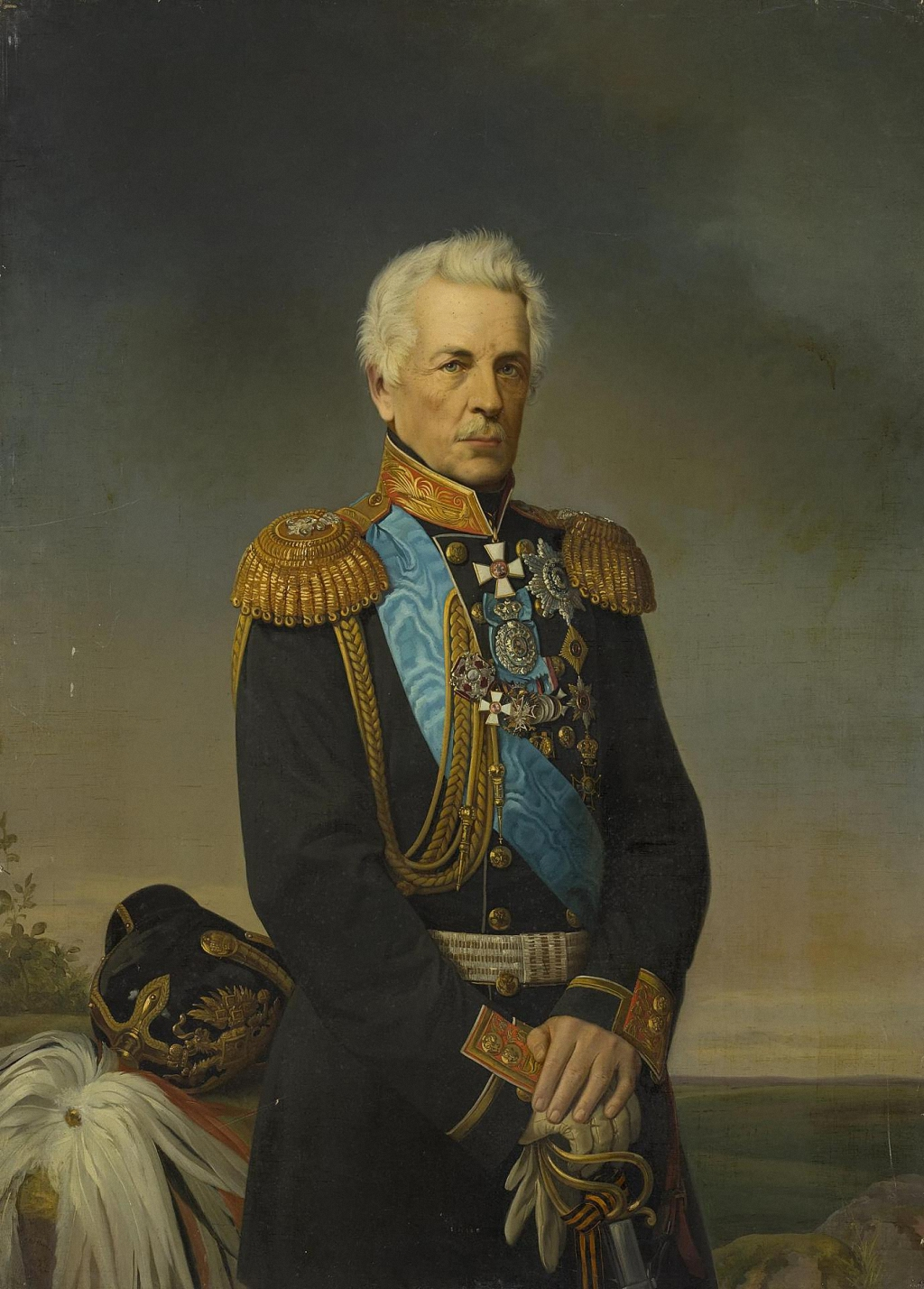
Портрет графа Петра Петровича Палена (1872)
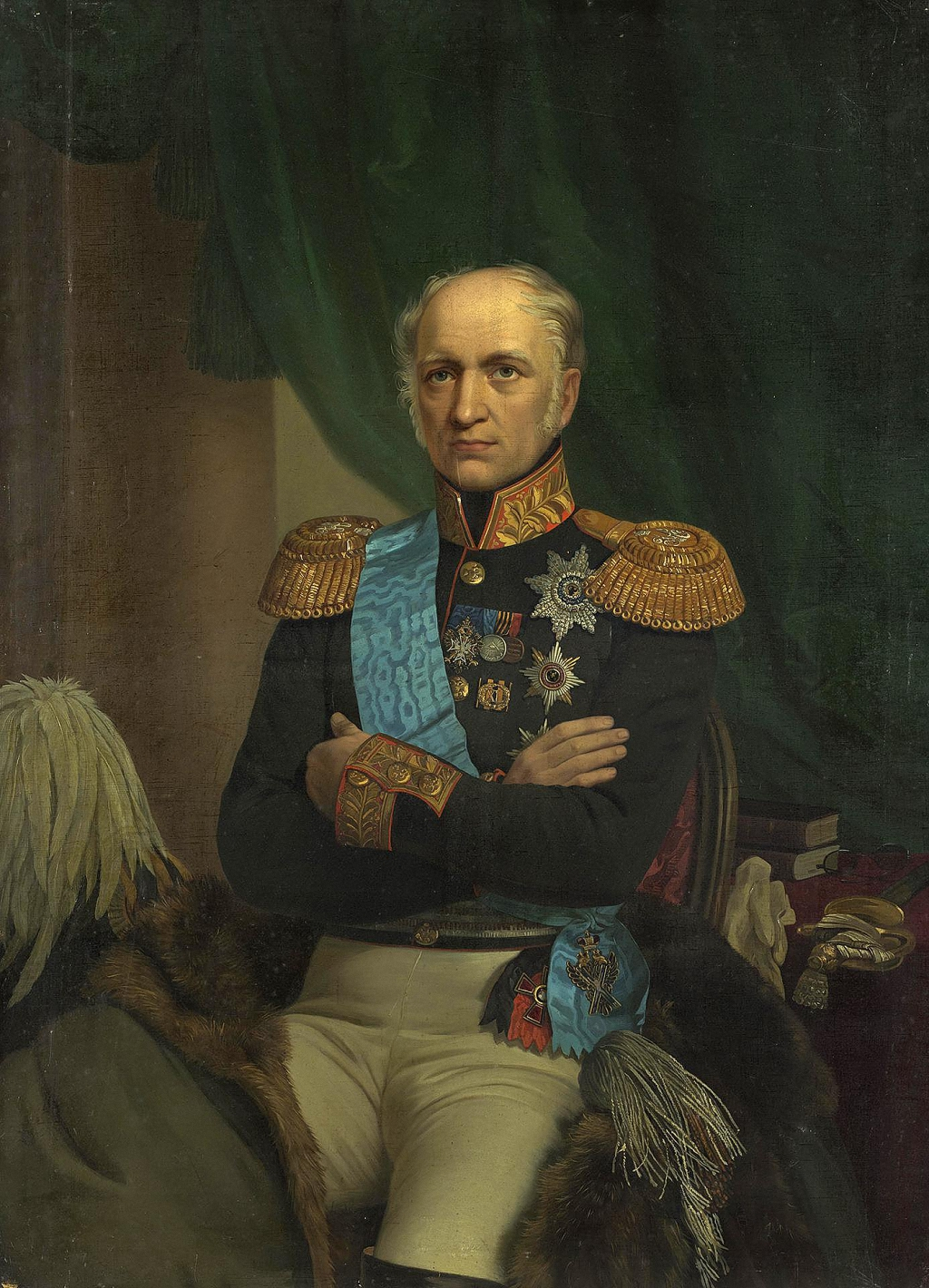
Портрет Е. Ф. Канкрина (1872-1873)
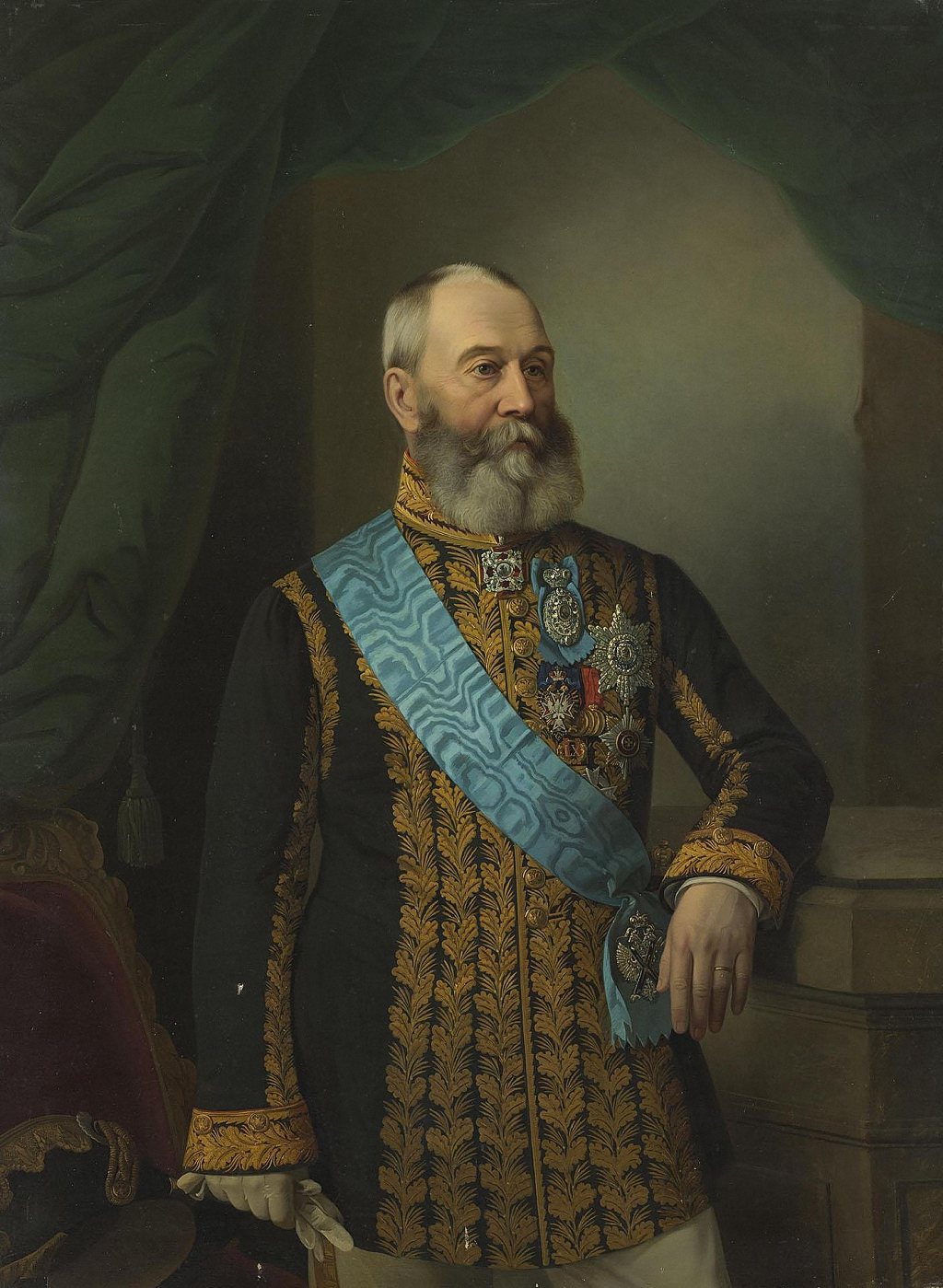
Портрет П. П. Гагарина (1873)
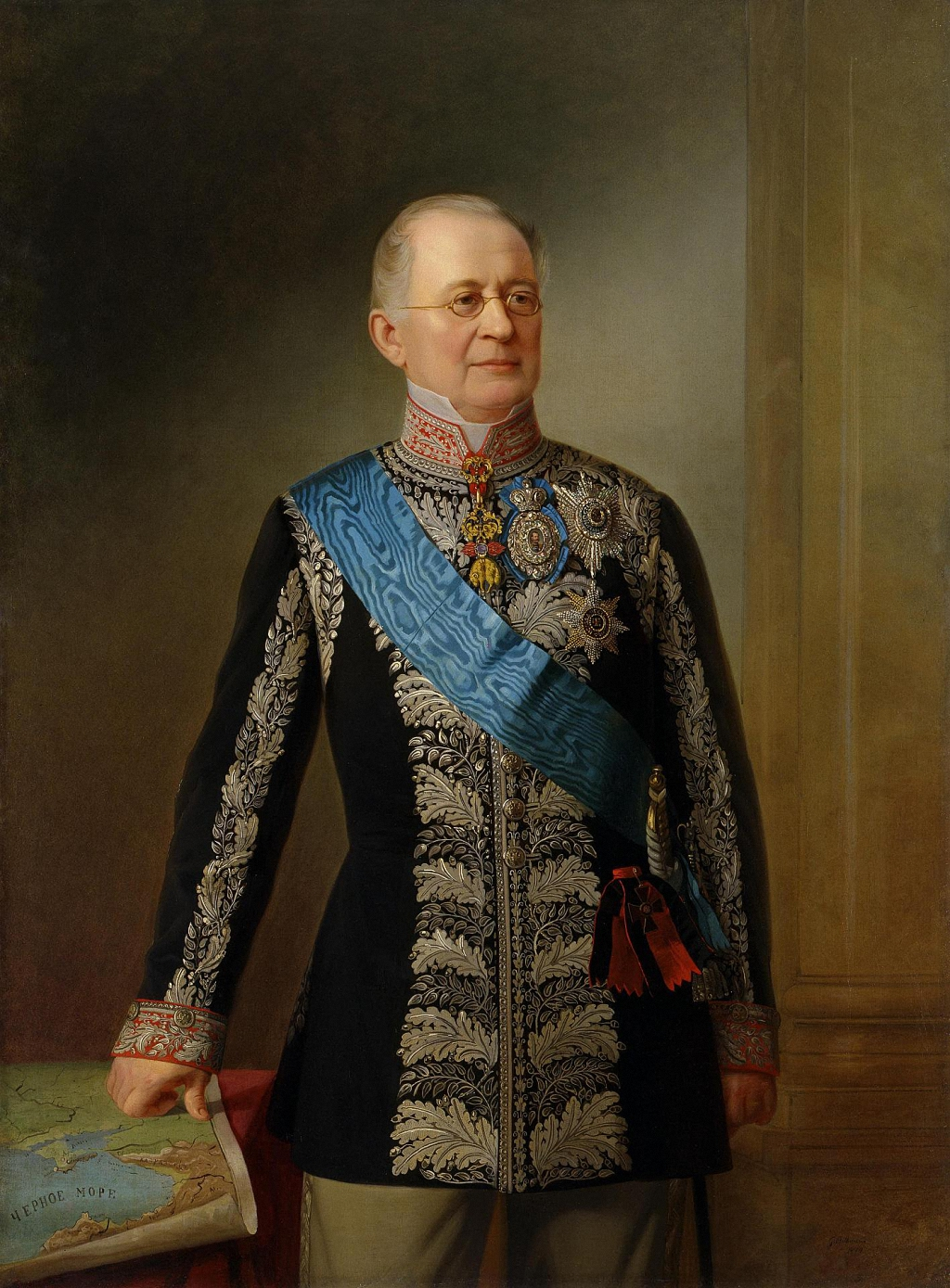
Портрет князя Александра Михайловича Горчакова (1874)
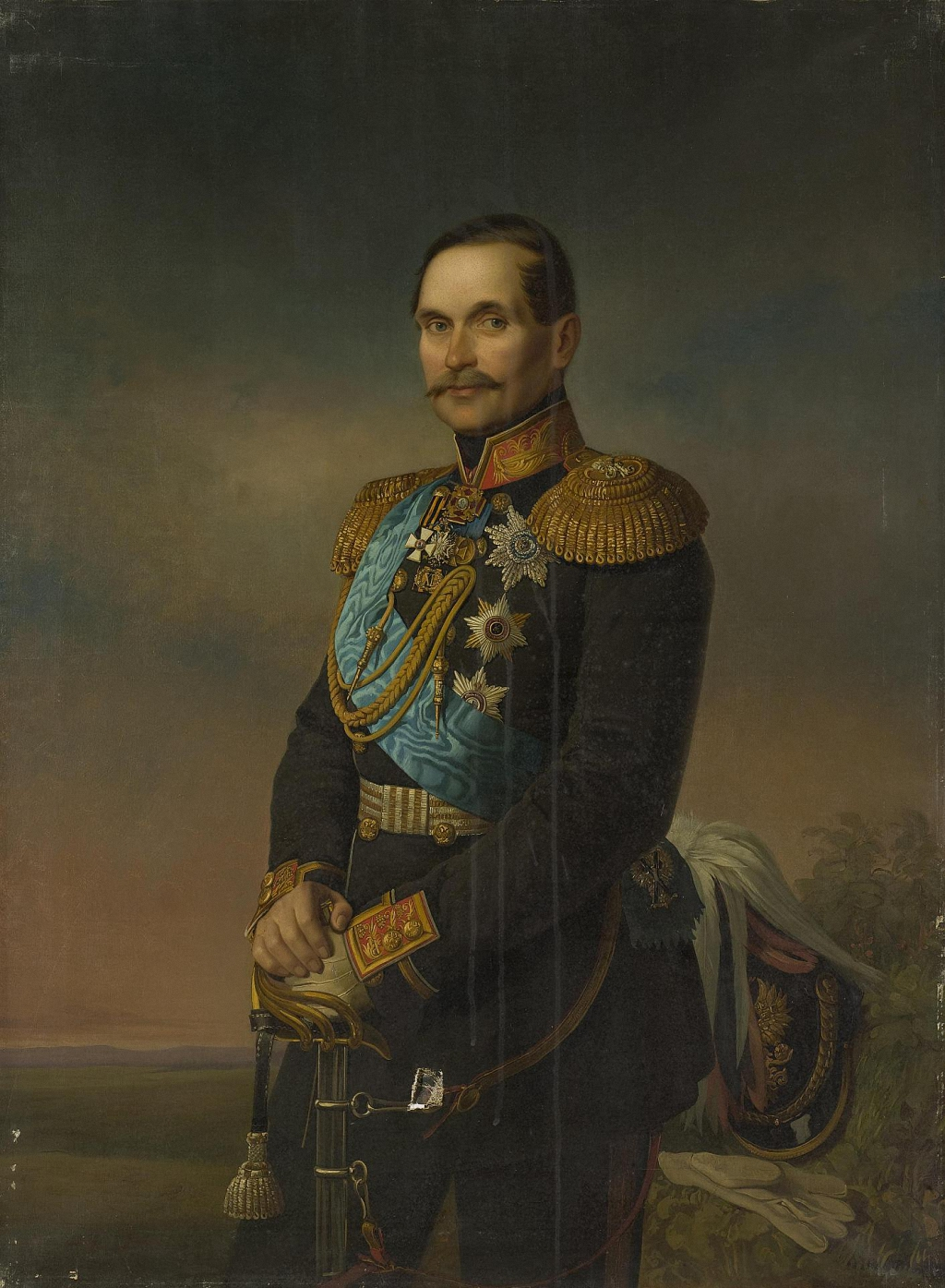
Портрет князя Василия Андреевича Долгорукова (1874)
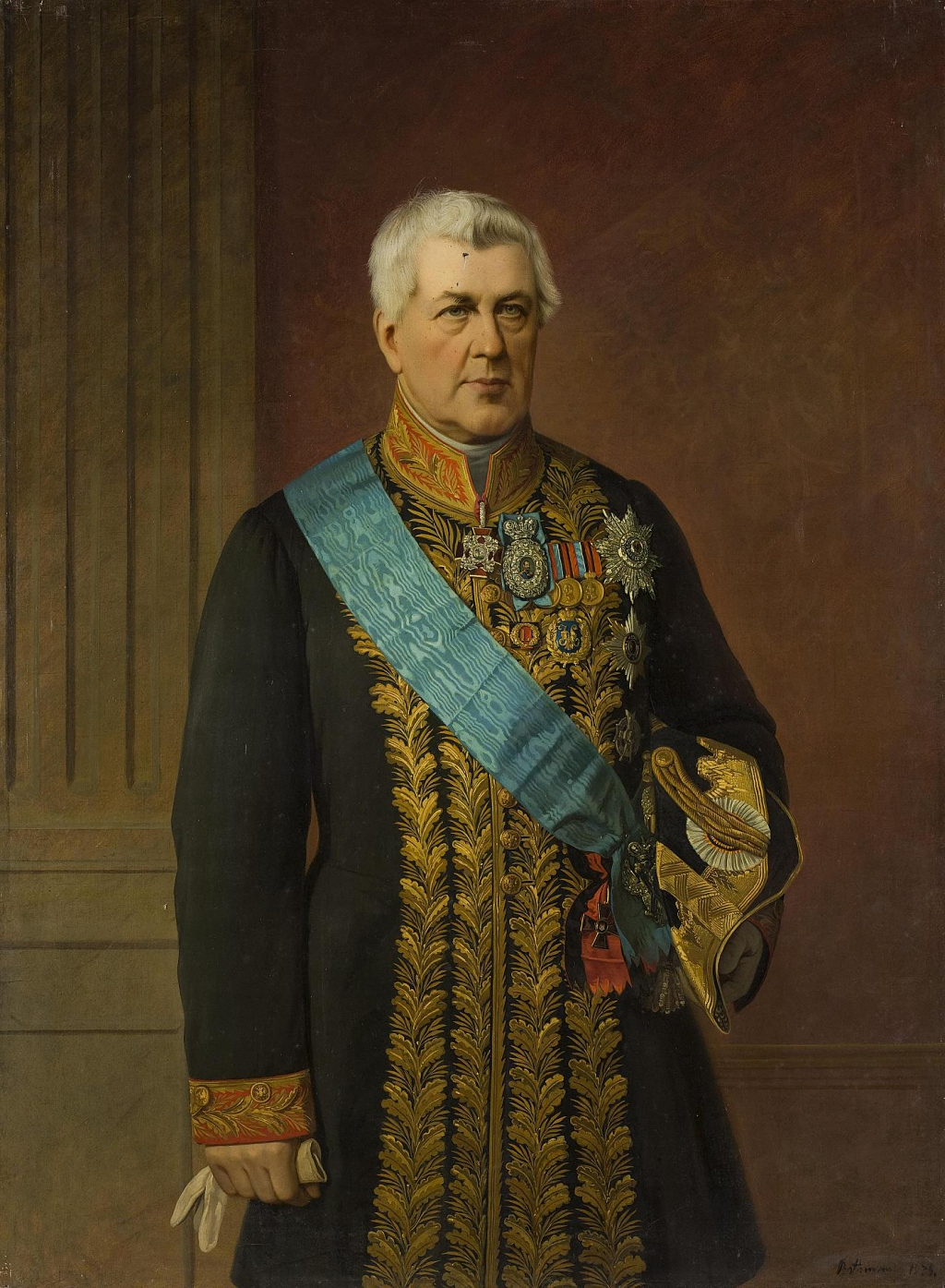
Портрет Виктора Никитича Панина (1875)
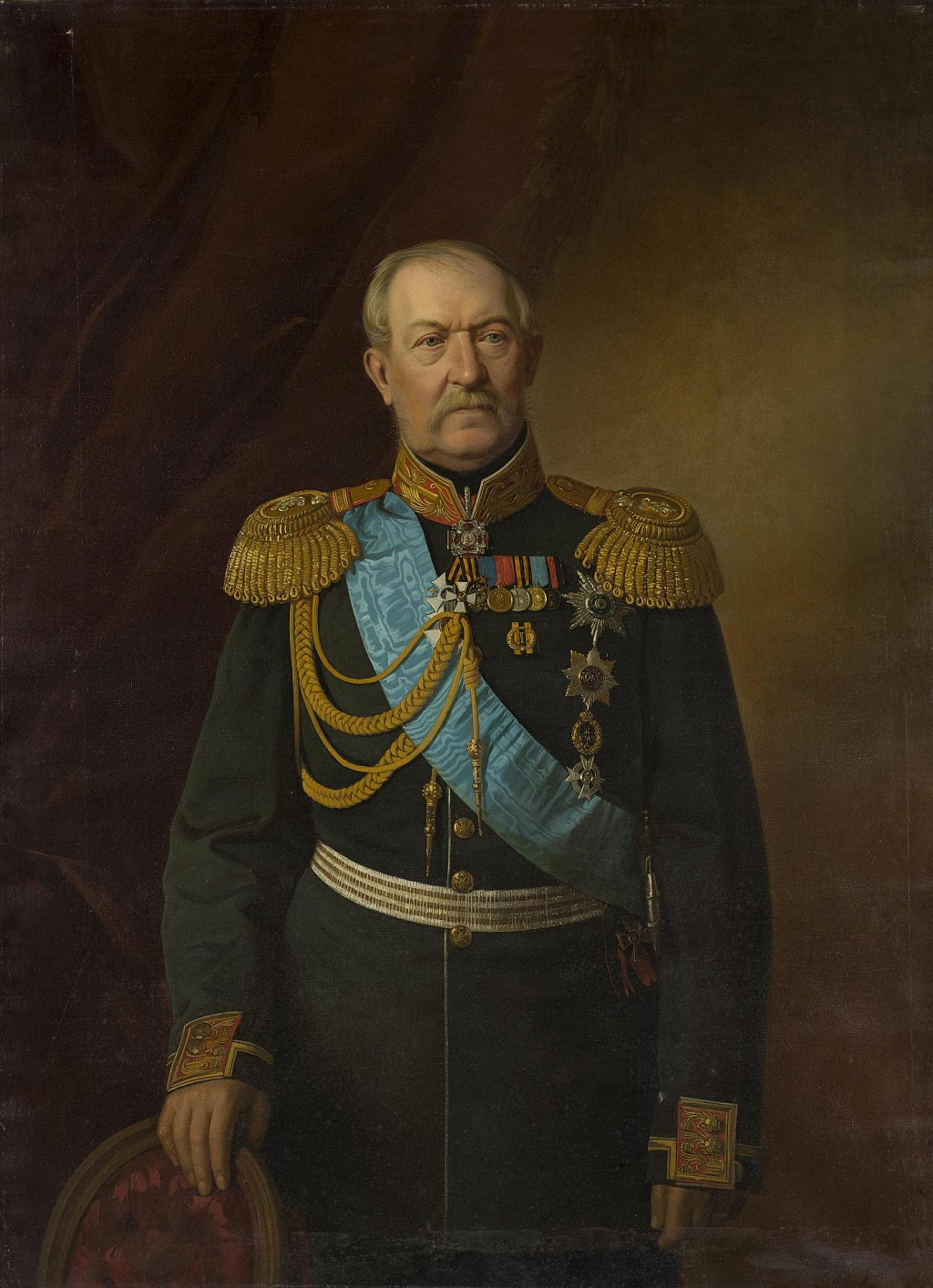
Портрет Павла Николаевича Игнатьева (1877)
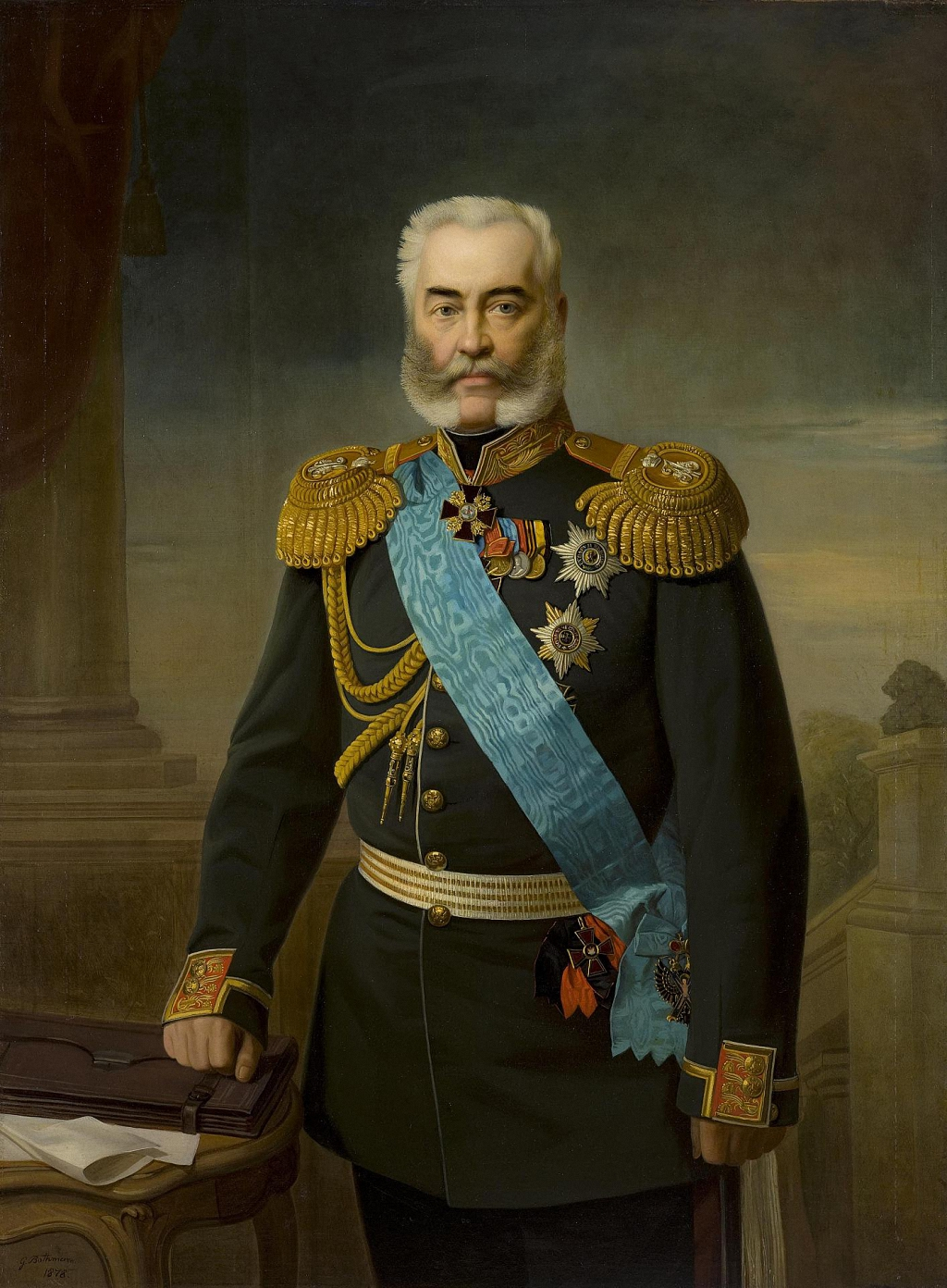
Портрет графа Александра Владимировича Адлерберга (1878)
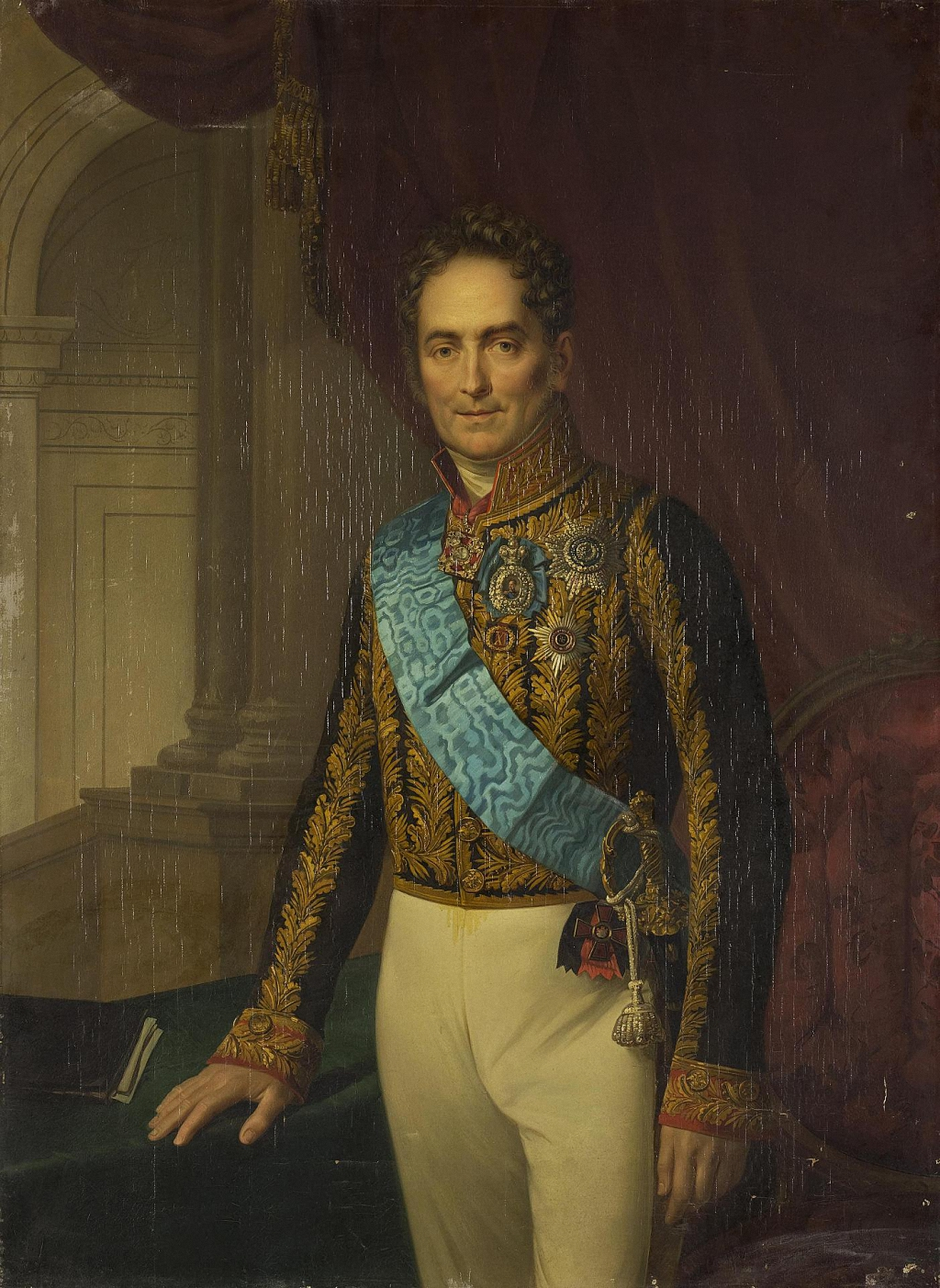
Портрет князя Виктора Павловича Кочубея (1879)
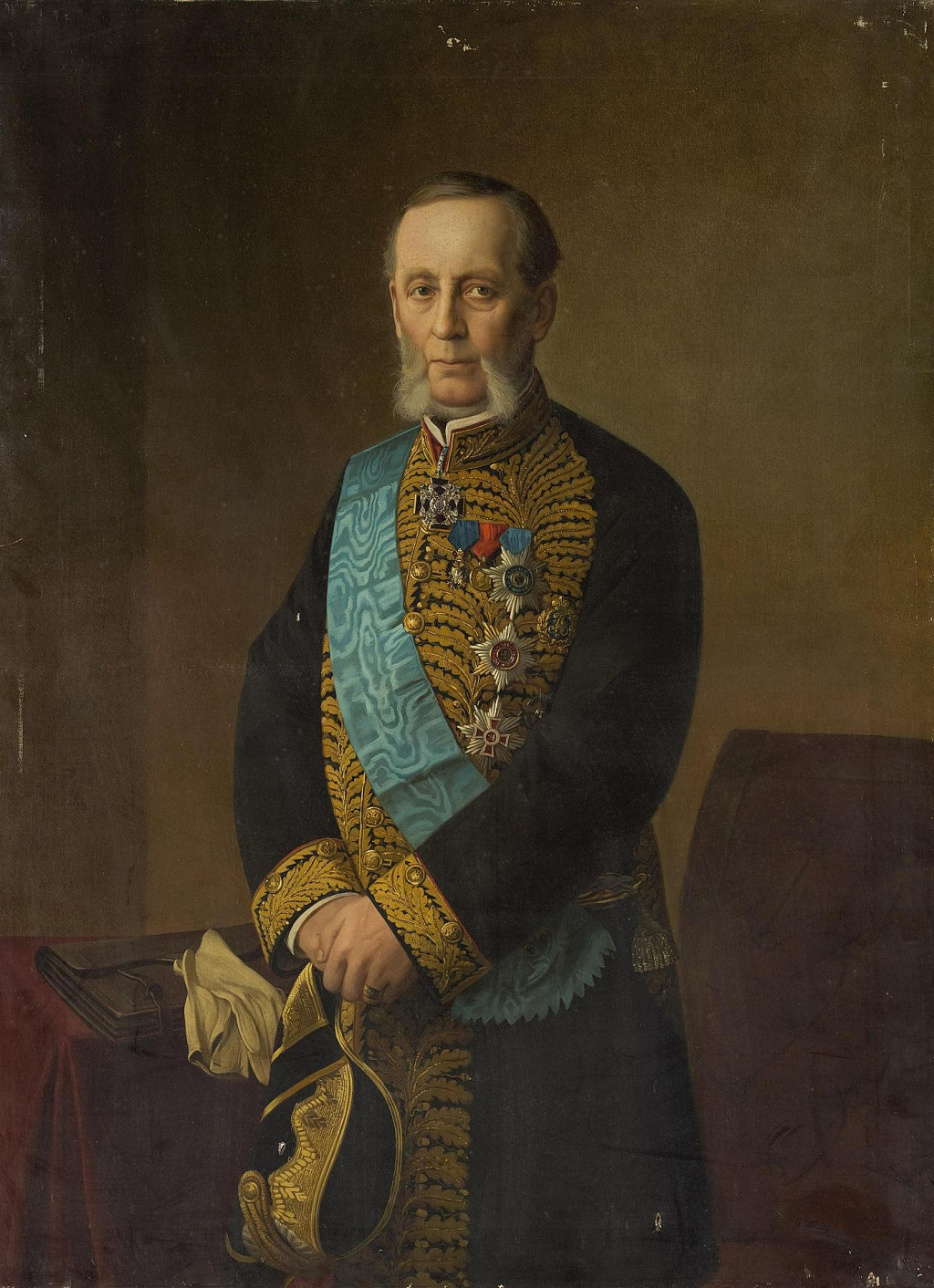
Портрет графа Петра Александровича Валуева (1881)